# Rügen
Rügen ist die größte und bevölkerungsreichste Insel Deutschlands. Sie liegt vor der Ostseeküste Vorpommerns und gehört zum Landkreis Vorpommern-Rügen im Land Mecklenburg-Vorpommern.
Die Insel hat eine Fläche von 926 km², eine maximale Länge von 52 km (von Süd nach Nord) und eine maximale Breite von 41 km im Süden. Eiszeitlich bedingt ist Rügen sehr hügel- und wasserreich. Die Küste ist durch zahlreiche Meeresbuchten und Lagunen (Bodden und Wieke) sowie vorspringende Halbinseln und Landspitzen stark gegliedert. Im Juni 2011 verlieh die UNESCO dem für seinen gewaltigen Buchenbestand und die weißen Kreidefelsen bekannten Nationalpark Jasmund auf Rügen den Status des Weltnaturerbes.
Auf Rügen liegen der zentrale Hauptort Bergen, die Hafenstadt Sassnitz, die Fürstenresidenz Putbus, die Landstadt Garz und die Ostseebäder Binz, Sellin, Göhren, Baabe, Thiessow, Breege, Altefähr und Glowe. Rügen ist vor allem dank seiner vielfältigen Landschaft und Natur, der Reet- und Bäderarchitektur mit vielen Baudenkmalen, dem wachsenden Gast- und Kulturangebot sowie der langen, feinsandigen Badestrände ein beliebtes Urlaubsziel. Die Insel verzeichnete 2014 gut sechs Millionen Übernachtungen.
Der lateinische und historische Name der Insel Rügen ist Rugia. Das Adjektiv für auf die Insel bezogenes ist rügisch, auch rüganisch bzw. Rügener. Die Inselbewohner werden Rügener oder Rüganer genannt.
Das „Tor“ zur Insel Rügen ist Stralsund, durch Rügendamm und Rügenbrücke über den zwei Kilometer breiten Strelasund ist Rügen mit dem Festland verbunden.

## Geographie
Der Nordteil des Greifswalder Boddens, der Rügische Bodden, ist eine große Bucht im Süden Rügens. Der Küste vorgelagert ist hier die Insel Vilm. Am Westende der Bucht erstreckt sich die Halbinsel Zudar mit dem südlichsten Punkt Rügens (Palmer Ort); am Ostende ragt die wiederum stark gegliederte Halbinsel Mönchgut in das Meer. Diese Halbinsel endet im Osten am Kap Nordperd bei Göhren und im Süden am Kap Südperd bei Thiessow. Im Westen der Halbinsel Mönchgut teilt eine fünf Kilometer lange schmale Landzunge, das Reddevitzer Höft, die beiden Buchten Having und Hagensche Wiek.

### Gliederung

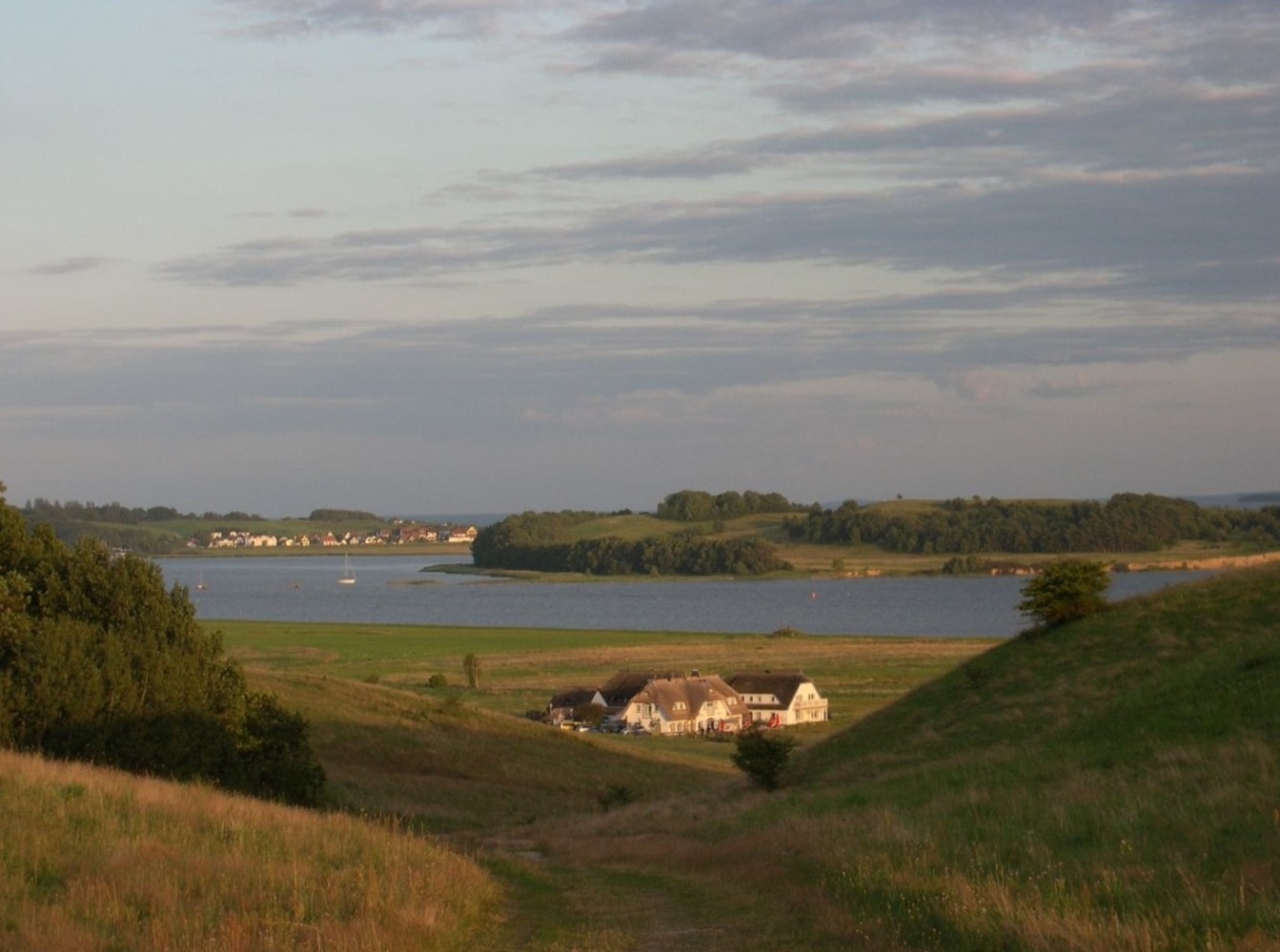
Lagunenlandschaft Mönchgut im Südosten Rügens

Der Nordosten der Insel Rügen wird von der Halbinsel Jasmund gebildet, die mit der Kerninsel (Muttland) durch die Nehrung Schmale Heide zwischen Binz-Prora und Sassnitz-Mukran und einen Bahn- und Straßendamm bei Lietzow verbunden ist. Die Schmale Heide trennt die Außenbucht der Prorer Wiek vom Kleinen Jasmunder Bodden. Auf der Halbinsel Jasmund befinden sich mit dem Piekberg (161 m ü. NHN) die höchste Erhebung und mit dem Königsstuhl, einem 118 Meter hohen Kreidefelsen der Stubbenkammer, das markanteste Wahrzeichen der Insel Rügen. Eine weitere Nehrung, die Schaabe, verbindet Jasmund mit der Halbinsel Wittow im Norden Rügens. Die Schaabe trennt wiederum die Außenbucht der Tromper Wiek vom Großen Jasmunder Bodden. Die Halbinsel Wittow und die westlich anschließende lange und schmale Halbinsel Bug wird vom Hauptteil Rügens durch den Rassower Strom, den Breetzer Bodden und den Breeger Bodden abgetrennt. Die Halbinsel Wittow schließt nach Norden mit dem Kap Arkona ab. Knapp einen Kilometer nordwestlich befindet sich auf 54° 41' n. Br. der nördlichste Punkt Mecklenburg-Vorpommerns. Vor diesem Kliff (Gellort) liegt der Siebenschneiderstein – der viertgrößte Findling Rügens – am Ufer.
Die Nordwest- und Westseite der Insel Rügen ist ebenfalls stark gegliedert, aber etwas flacher. Ihr vorgelagert sind die Inseln Hiddensee und Ummanz sowie die kleineren Inseln Öhe, Liebitz und Heuwiese. Durch Sandabtragung und Sandanlagerung der Ostsee müssen die Fahrrinnen nördlich und südlich der Insel Hiddensee ständig ausgebaggert werden, anderenfalls würde Hiddensee mit Rügen binnen weniger Jahre „zusammenwachsen“.
Die Mitte Rügens ist nur wenig hügelig, das Gebiet wird vornehmlich von der Landwirtschaft geprägt. Östlich der Stadt Bergen auf Rügen werden 90 m ü. NHN erreicht (Rugard mit Aussichtsturm) und im südöstlichen Hügelland der Granitz 107 m ü. NHN. Der Boden auf Rügen ist sehr fruchtbar und ergiebig, besonders auf Wittow, der „Kornkammer“ der Insel. Daneben gibt es größere Kohlanbaugebiete. Rügen ist mit vielen Findlingen übersät, von denen die 22 größten zu den gesetzlich geschützten Geotopen zählen (siehe auch: Findlinge um und auf Rügen).

### Orte
Zentraler Ort und Mittelzentrum Rügens ist die Stadt Bergen. Grundzentren sind die Orte Binz, Garz, Putbus, Sagard, Samtens, Sassnitz und Sellin / Baabe. Weitere Gemeinden mit über eintausend Einwohnern (Stand: Dezember 2013) sind Altefähr, Dranske, Gingst, Poseritz und Wiek. Die Stadt Stralsund fungiert als Oberzentrum für die Insel Rügen.
Von touristischer Bedeutung sind viele Orte auf Rügen, insbesondere in der Nähe von Attraktionen wie dem Kap Arkona (Putgarten), Schlössern, Kulturveranstaltungen (Ralswiek) und in Wassernähe. Für ländliche Orte sind häufig traditionelle Häuser mit Reetdächern sowie Putz-, Feldstein- und Backsteinfassaden typisch, in den altehrwürdigen Seebädern herrscht mondäne Bäderarchitektur vor.

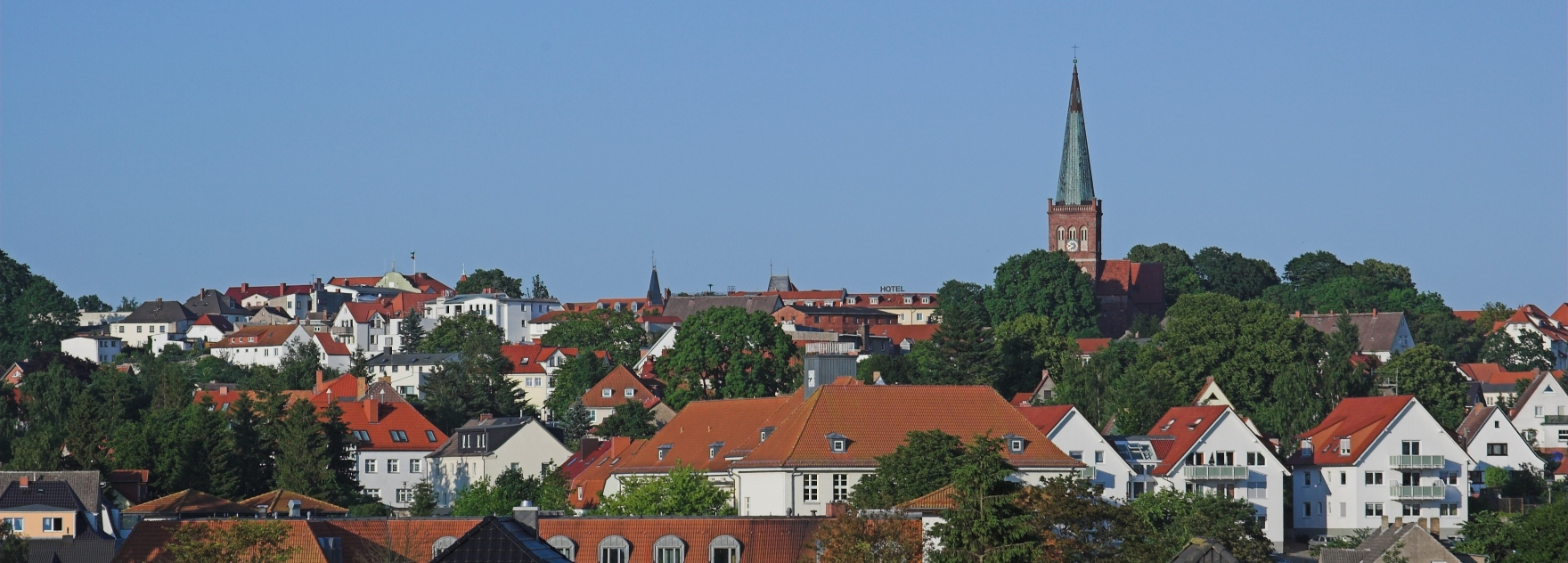
Bergen auf Rügen
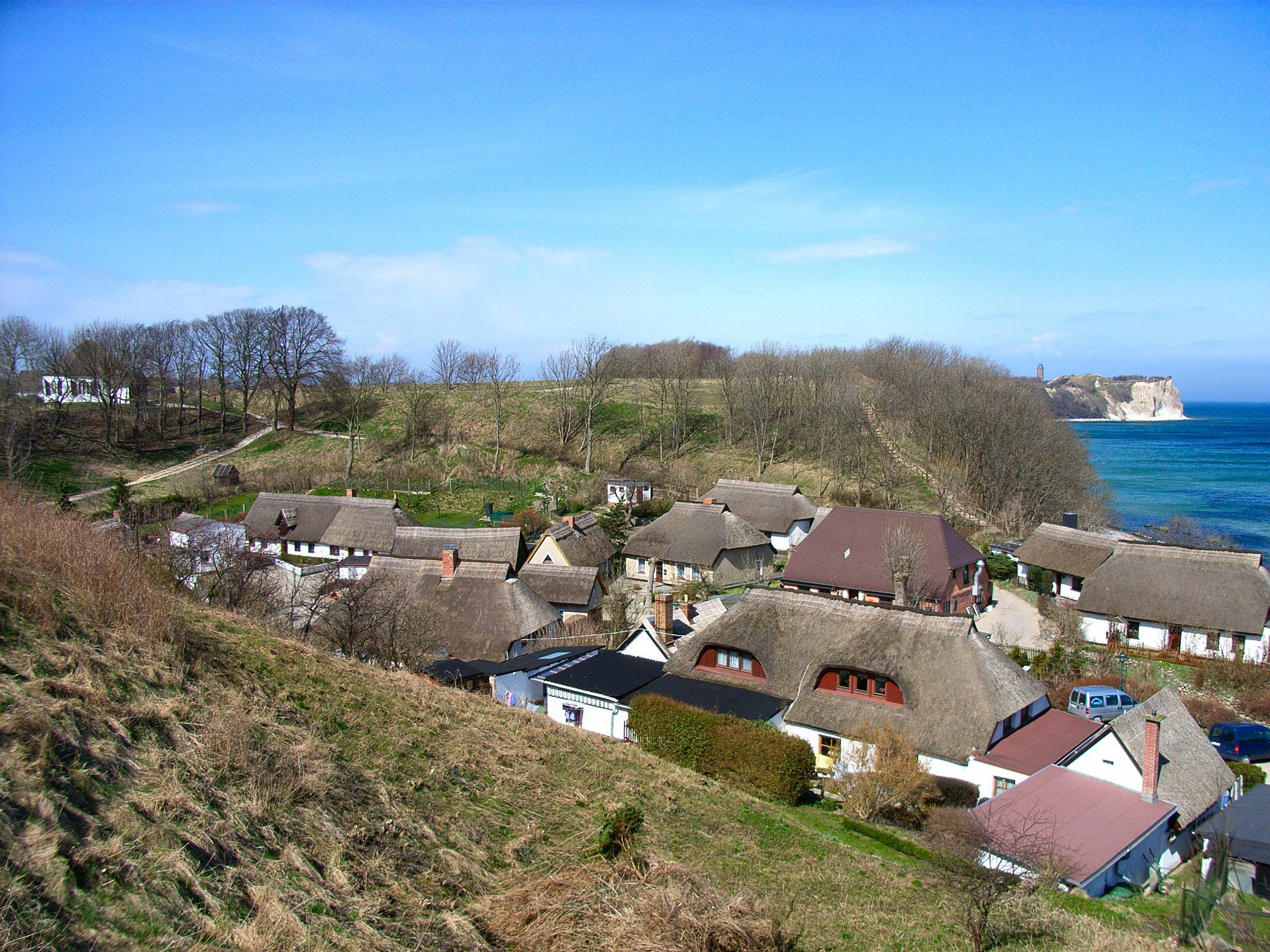
Vitt am Kap Arkona
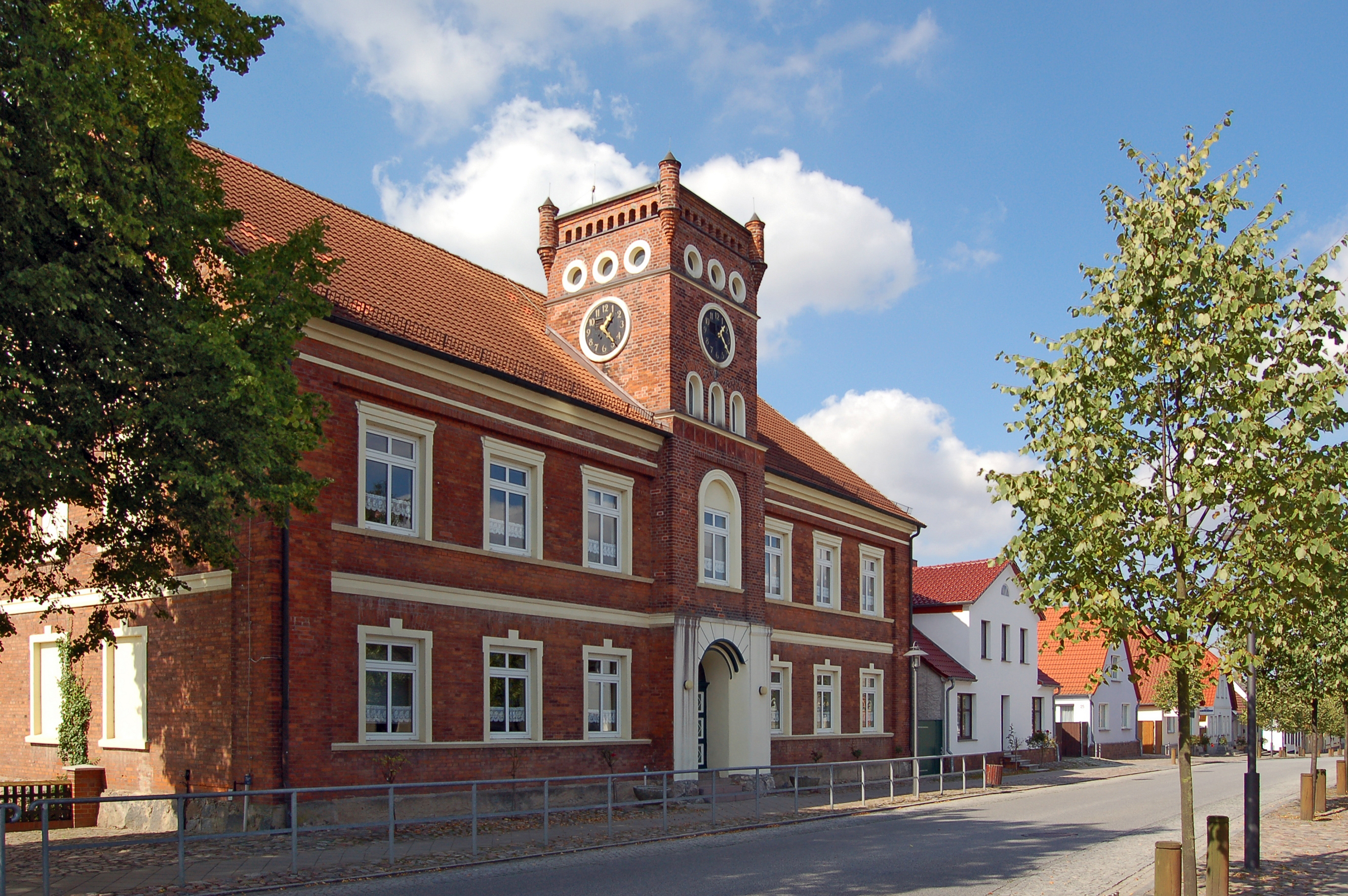
Grundschule Garz
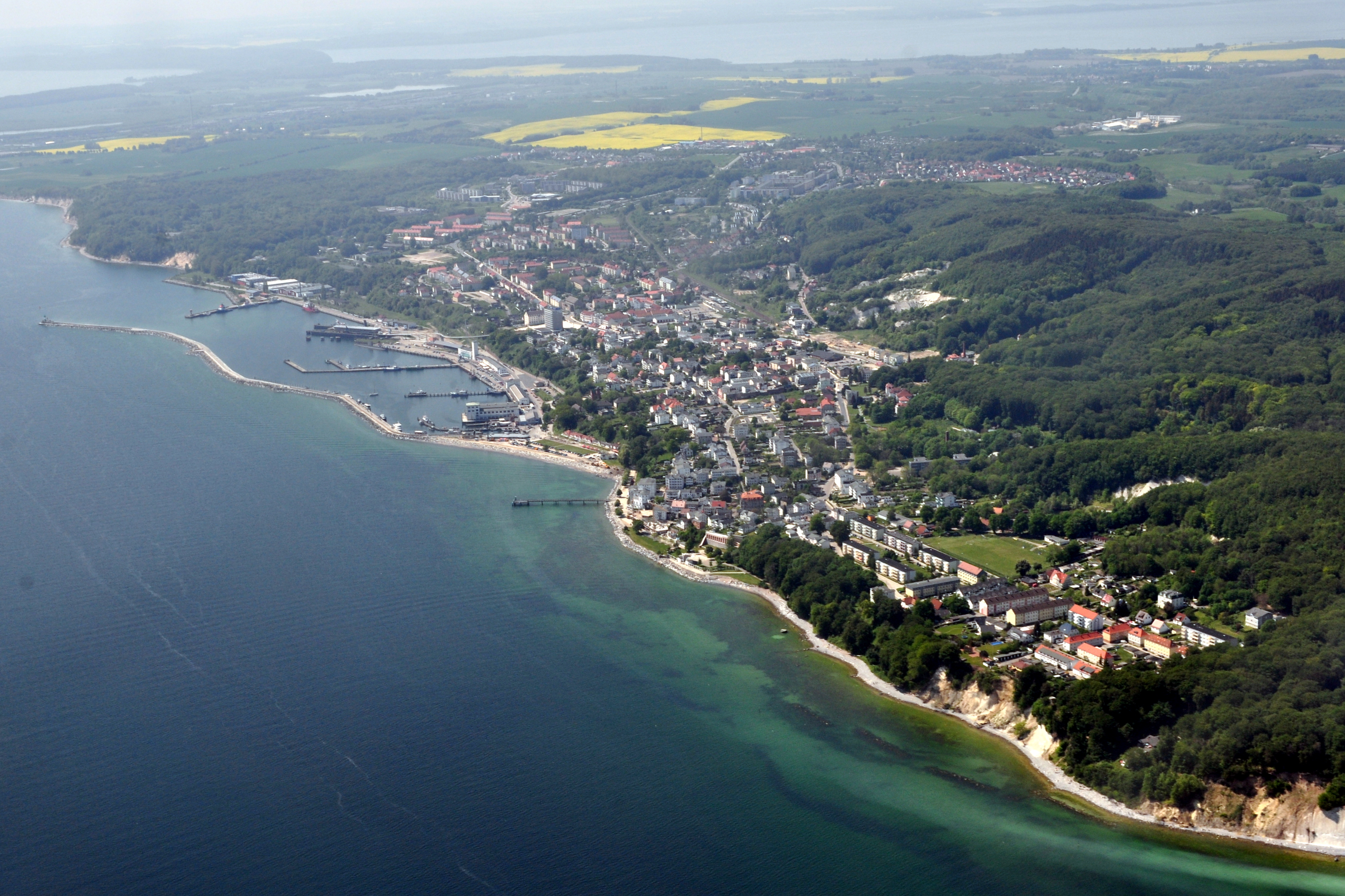
Sassnitz
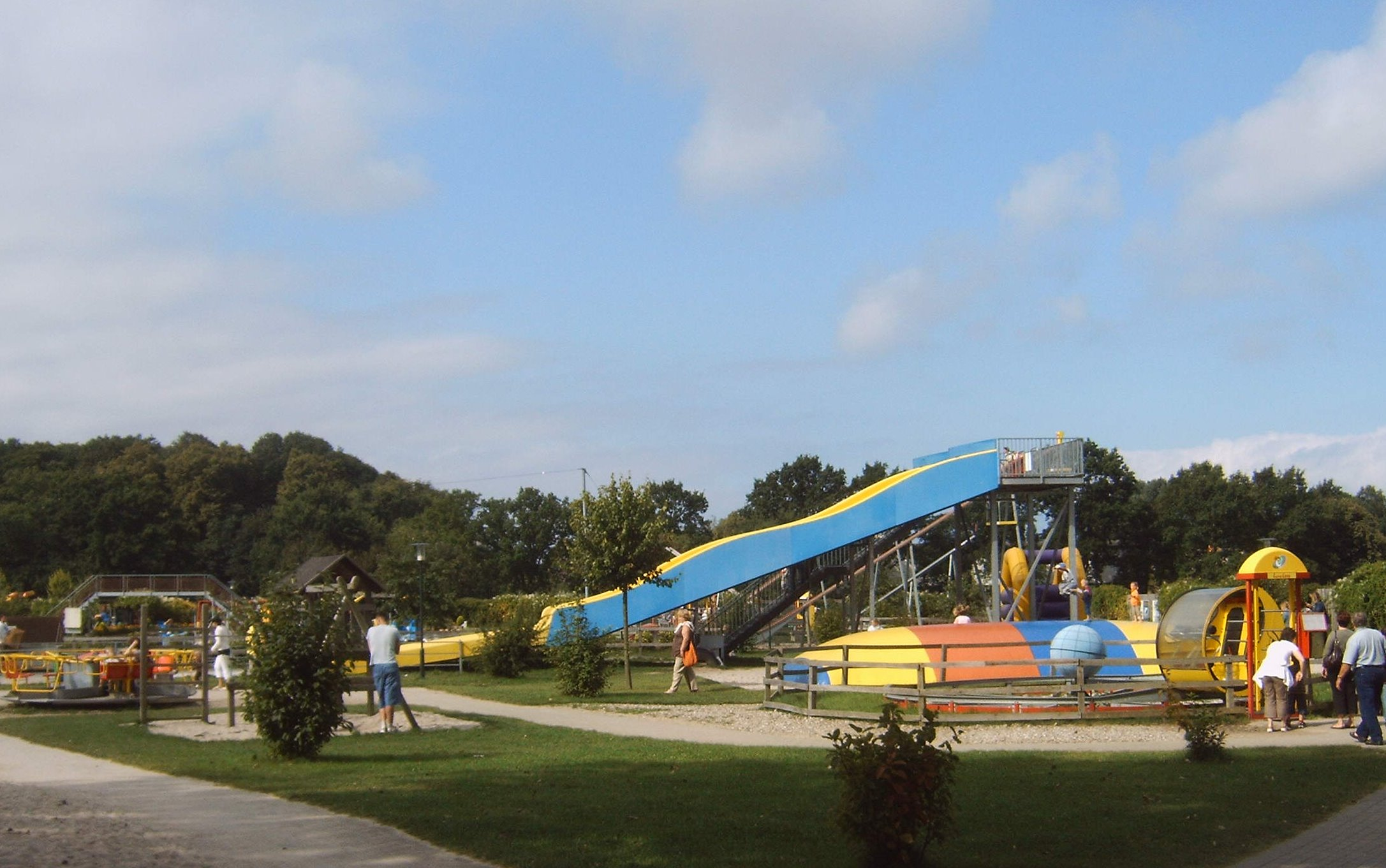
Rügenpark in Gingst
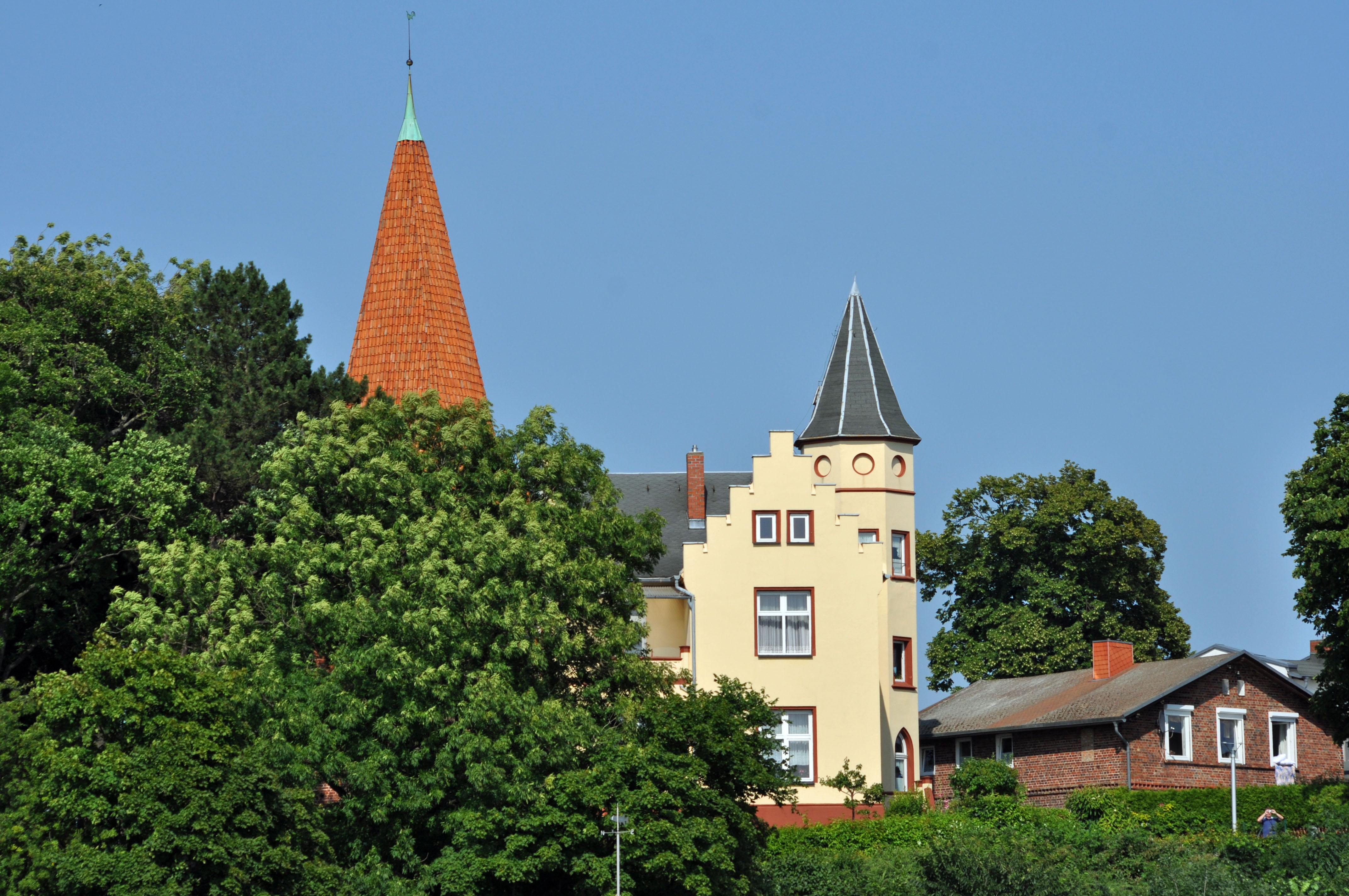
Altefähr

## Geologie
Rügen gehörte zusammen mit der dänischen Insel Møn auf der Rügen gegenüberliegenden Seite der Ostsee einst zu einem größeren Plateau aus Kreidekalk, wovon die berühmten Steilküsten (z. B. der Königsstuhl) aus Rügener Schreibkreide noch als Relikte zeugen.

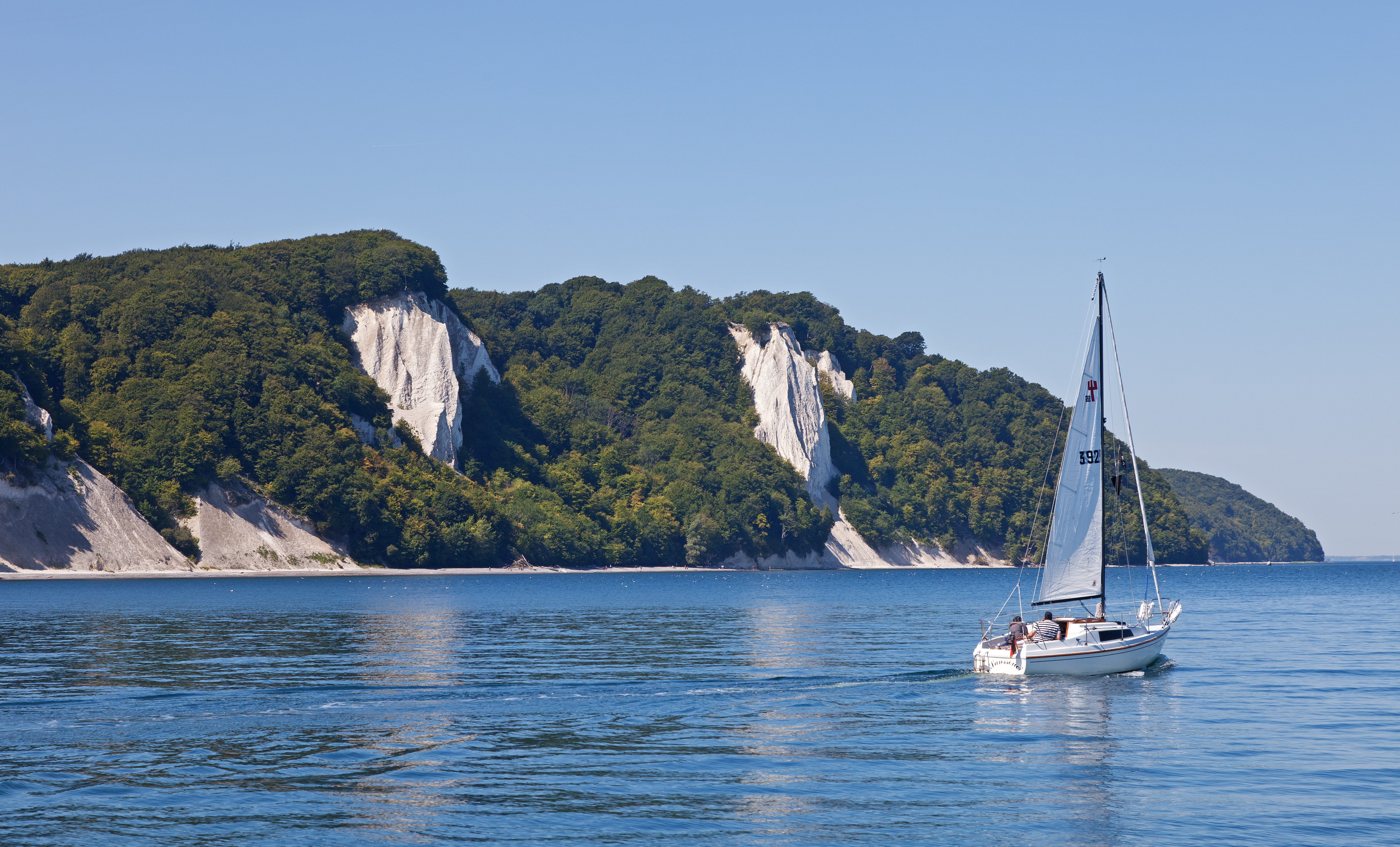
Jasmund-Nationalpark mit dem berühmten Kreidefelsen Königsstuhl

Die Entstehung der Insel Rügen reicht bis in die Oberkreide, vor ca. 70 bis 80 Millionen Jahren, zurück. Damals lagerten sich in einem etwa 100 km breiten Bereich (Ost-West-Ausdehnung) des Meeres gefälltes Kalzit und Reste von Coccolithophoriden und Foraminiferen ab. In einer Tiefe von 200 bis 400 Metern bildete sich so ein Kalksediment mit einer Mächtigkeit von bis zu 400 Metern. Mit dem Beginn des Tertiärs (vor ca. 65 Millionen Jahren) zog sich das Meer zurück und hinterließ ein Festland. Im skandinavischen Raum kam es am Ende des Tertiärs zu einer erheblichen Abkühlung, woraus starke Niederschläge und die Gletschervorstöße der jeweiligen Kaltzeiten (vor allem Saale-Kaltzeit und Weichsel-Kaltzeit) resultierten. Die Gletscher förderten riesige Mengen an Moränenmaterial und formten das Gebiet durch Erosion weitgehend um. Durch den relativ raschen Anstieg des Meeresspiegels während der Littorina-Transgression wurden große Landesteile des Gebietes von Rügen wieder überflutet und es blieben nur noch die Inselkerne zurück. Diese Inselkerne verbanden sich im Laufe des späten Holozäns durch Küstenausgleichsprozesse. Hierbei wird durch Brandungen und Meeresströmungen das Material der Küsten abgetragen und meist seitlich der Inselkerne, im sogenannten Strömungsschatten, wieder angelagert (Bildung von Landzungen). Durch diesen Landabtrag wurden die Küsten zu Steilufern umgeformt und es entstand eine zusammenhängende Insel aus fünf Kernen.

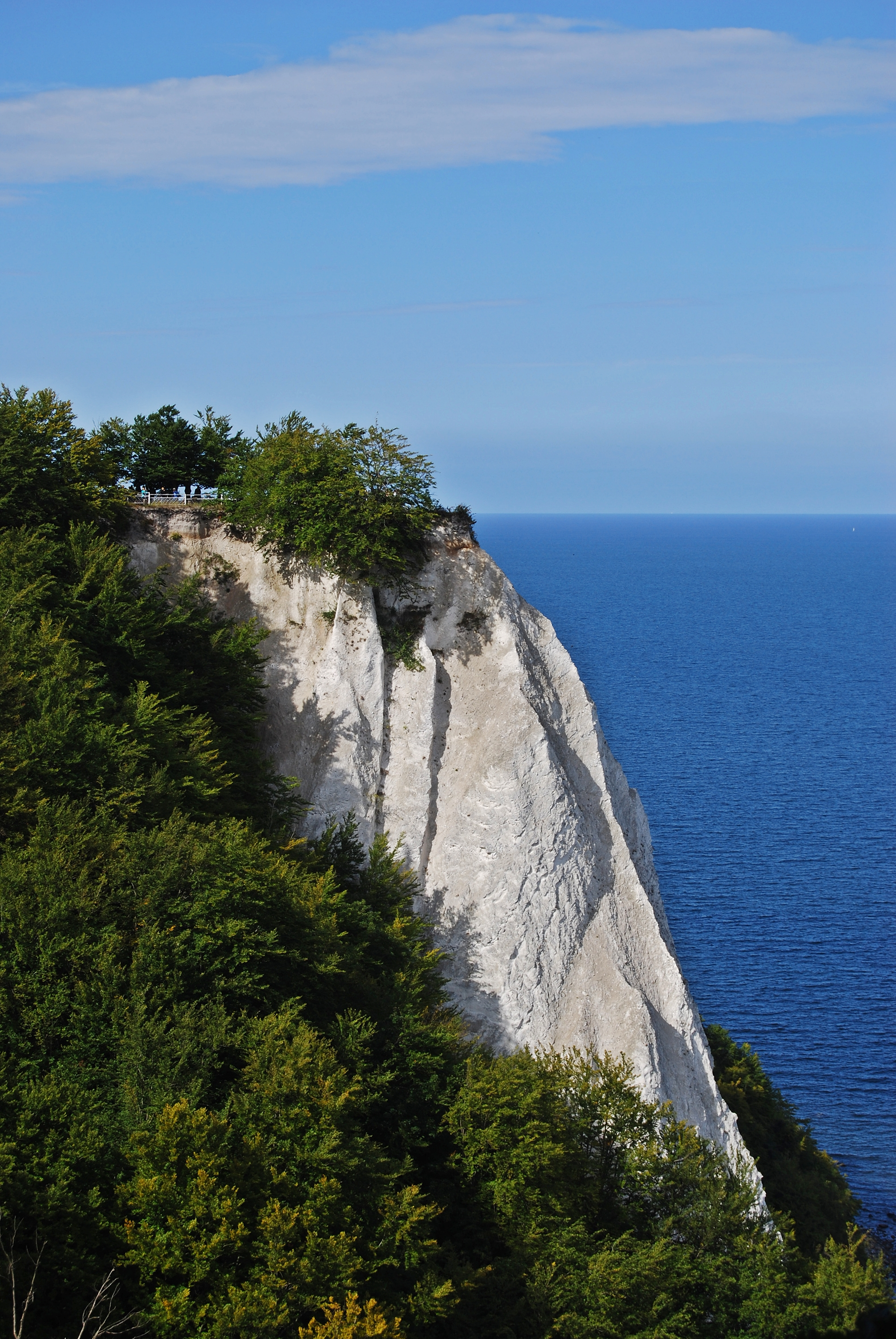
Königsstuhl

 Die Steilufer Wittows und Jasmunds bilden die Geologie Rügens sehr charakteristisch ab, da sie besonders stark aufgewölbt und mit Kreide durchsetzt wurden. Die mächtigen gegeneinander verstellten Kreidekomplexe wechseln sich mit Pleistozänstreifen ab, da die Kreidekomplexe durch das Vorstoßen der Gletscher abgeschürft und in die Schichten des Pleistozäns eingeschuppt oder in einer schrägen Lage aneinander gestapelt wurden.

## Geschichte

### Vorgeschichte und Germanen

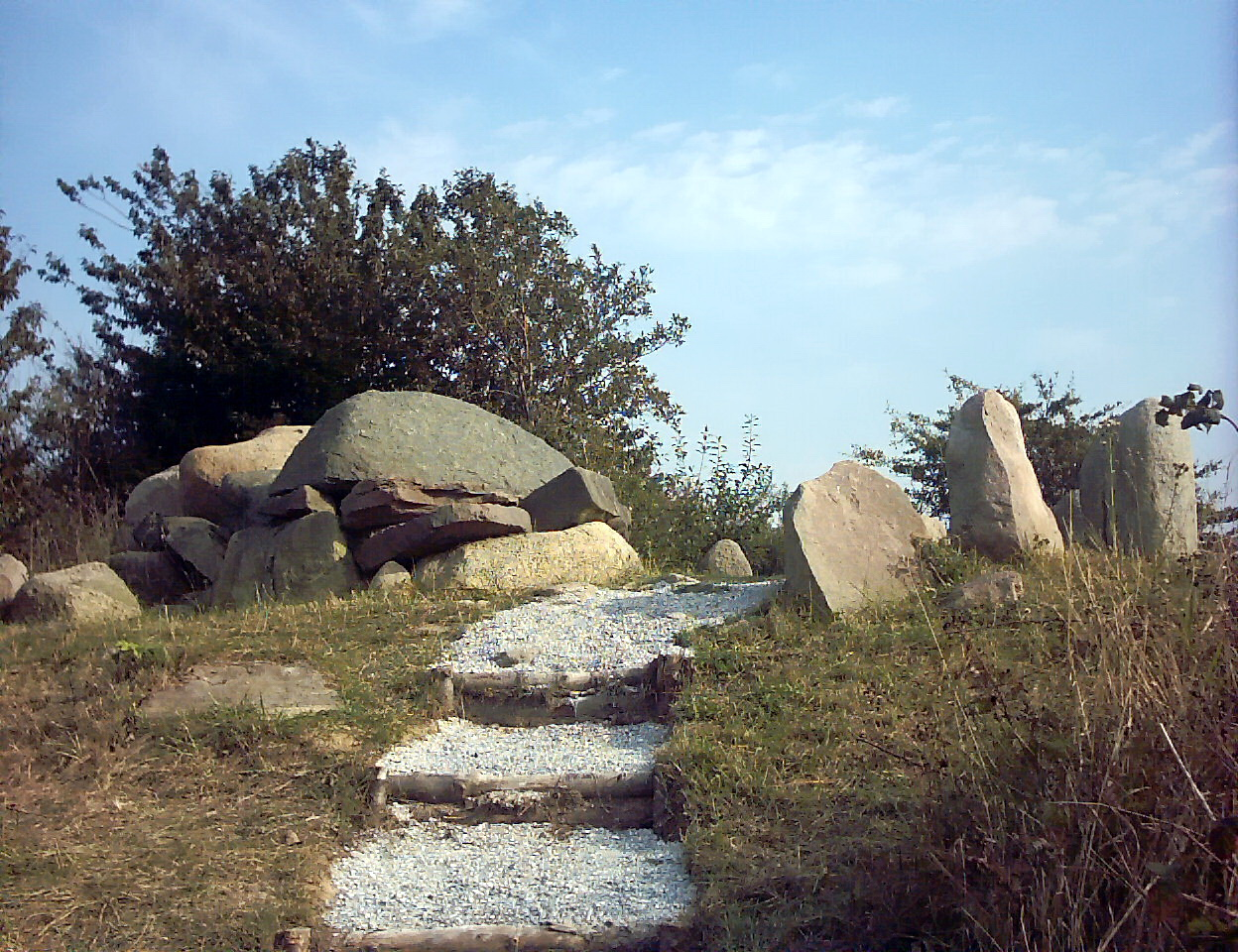
Großsteingrab Nipmerow bei Lohme

Funde in den Bodden weisen auf eine Besiedelung seit der Steinzeit hin. Auf ganz Rügen findet man viele Steindenkmäler, wie Großsteingräber und Opfersteine, die bis in die heutige Zeit erhalten geblieben sind. Für die Zeit um Christi Geburt zählt man die Bewohner Rügens zum ostgermanischen Stamm der Rugier, die in etwa die Region des späteren Vorpommerns besiedelten. Ob sie namensgebend für die Insel sind, ist umstritten. In der Zeit der sogenannten Völkerwanderung zogen offenbar fast alle Rugier südwärts, einige gründeten ein Reich in Pannonien.

### Slawische Ranen
Ab dem 7. Jahrhundert errichteten die westslawischen Ranen (Rujanen) auf Rügen und der umliegenden Küste zwischen Recknitz und Ryck ein Reich, welches die Geschichte sowohl des Ostseeraumes als auch des umgebenden obodritischen (im Westen) und liutizischen (im Süden) Festlandes für die nächsten Jahrhunderte entscheidend mitbestimmte. Die Grundlage der starken militärischen Stellung bildeten die ranische Flotte und die günstige geographische Lage. Dänemark, das zu dieser Zeit in Britannien und Skandinavien sehr erfolgreich war, konnte bis ins 12. Jahrhundert hinein seinen ranischen Konkurrenten im Ostseeraum weder wirksam beikommen noch seine Küste vor ranischen Heerzügen schützen. Im Dreieck Barth-Jasmund-Gristow wurden zahlreiche Burgen und Tempel errichtet. Bedeutung weit über die Grenzen des Ranenreiches hinaus erlangte die dem Gott Svantovit geweihte Tempelburg Arkona, die nach dem Fall Rethras zum Hauptheiligtum aller heidnischen Nordwestslawen wurde. Weltliches Zentrum des Ranenreiches war Charenza (evtl. identisch mit dem heutigen Garzer oder Venzer Burgwall); Haupthandelsplatz war Ralswiek am südlichsten Punkt des Großen Jasmunder Boddens.

### Fürstentum unter dänischer Lehenshoheit

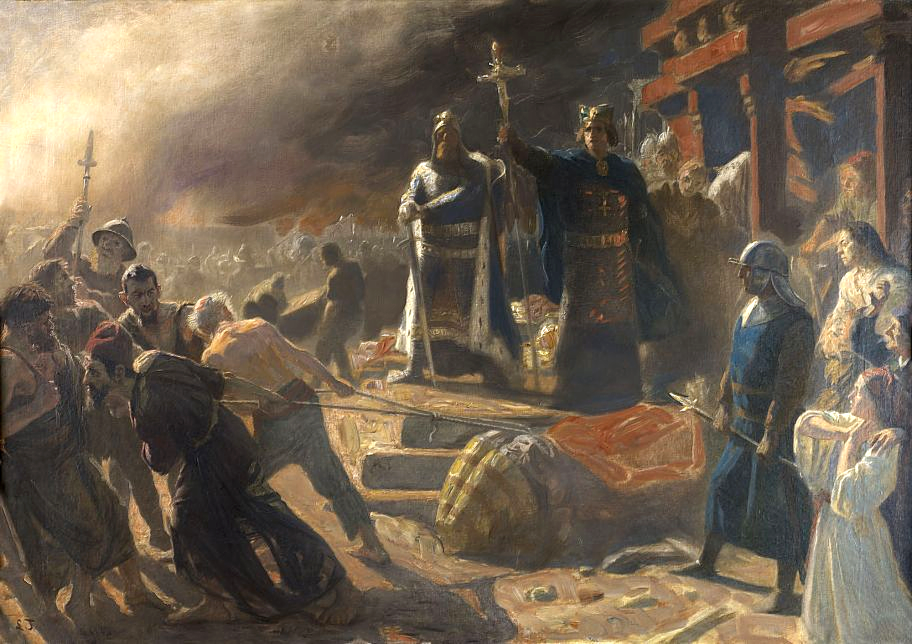
Laurits Tuxen: Bischof Absalon stürzt den Gott Svantovit bei Arkona

Der dänische König Waldemar I. und sein Heerführer und Berater Bischof Absalon von Roskilde zerstörten 1168 den Svantovit-Tempel im Burgwall am Kap Arkona und beendeten damit sowohl die territoriale als auch die religiöse Eigenständigkeit der Ranen. Der Ranenfürst Jaromar I. († 1218) wurde Vasall des dänischen Königs, die Inselbewohner wurden christianisiert. 1184 versuchten die Pommern, welche ihren Herrschaftsbereich zuvor bis in das Land Gützkow und nach Demmin ausgedehnt hatten und somit zu direkten Nachbarn des nun dänischen Fürstentums Rügen geworden waren, im Auftrag ihres Lehnsherren, des römisch-deutschen Kaisers, Rügen für das Reich zu nehmen, wurden aber im Greifswalder Bodden vernichtend geschlagen.
Unter dänischer Herrschaft veränderte das Fürstentum Rügen sein Gesicht. Dänische Klöster wurden gegründet (z. B. Bergen 1193 und Hilda, heute Eldena, 1199). Deutsche Kolonisten wurden in das Land geholt und stellten bald den größten und kulturell prägenden Bevölkerungsteil. Das slawisch-kulturelle Element verschwand, auch mangels eigener slawisch-kirchlicher Strukturen, sodass die Ranen in der Folgezeit im heute deutsch geprägten Volk der Rügener aufgingen. Neben der Aufsiedlung des Landes, dem Kloster- und Kirchenbau, wurden auch Städte neu gegründet. Der Rügenfürst Wizlaw I. gründete 1234 die Stadt Stralsund und gewährte 1241 Greifswald das Marktrecht. Die Macht der Städte wuchs schnell und zwang die Rügenfürsten zu Zugeständnissen – so wurde etwa die Barther Fürstenburg geschleift und Schadegard, der fürstliche „Zwilling“ des bürgerlichen Stralsund, zugunsten der Letzteren geräumt.
1304 verwüstete ein als „Allerheiligenflut 1304“ bekanntes Sturmhochwasser die Insel. Weiterhin soll die Landzunge zwischen Mönchgut und Ruden, deren Existenz jedoch nicht eindeutig bewiesen ist, überspült worden sein.

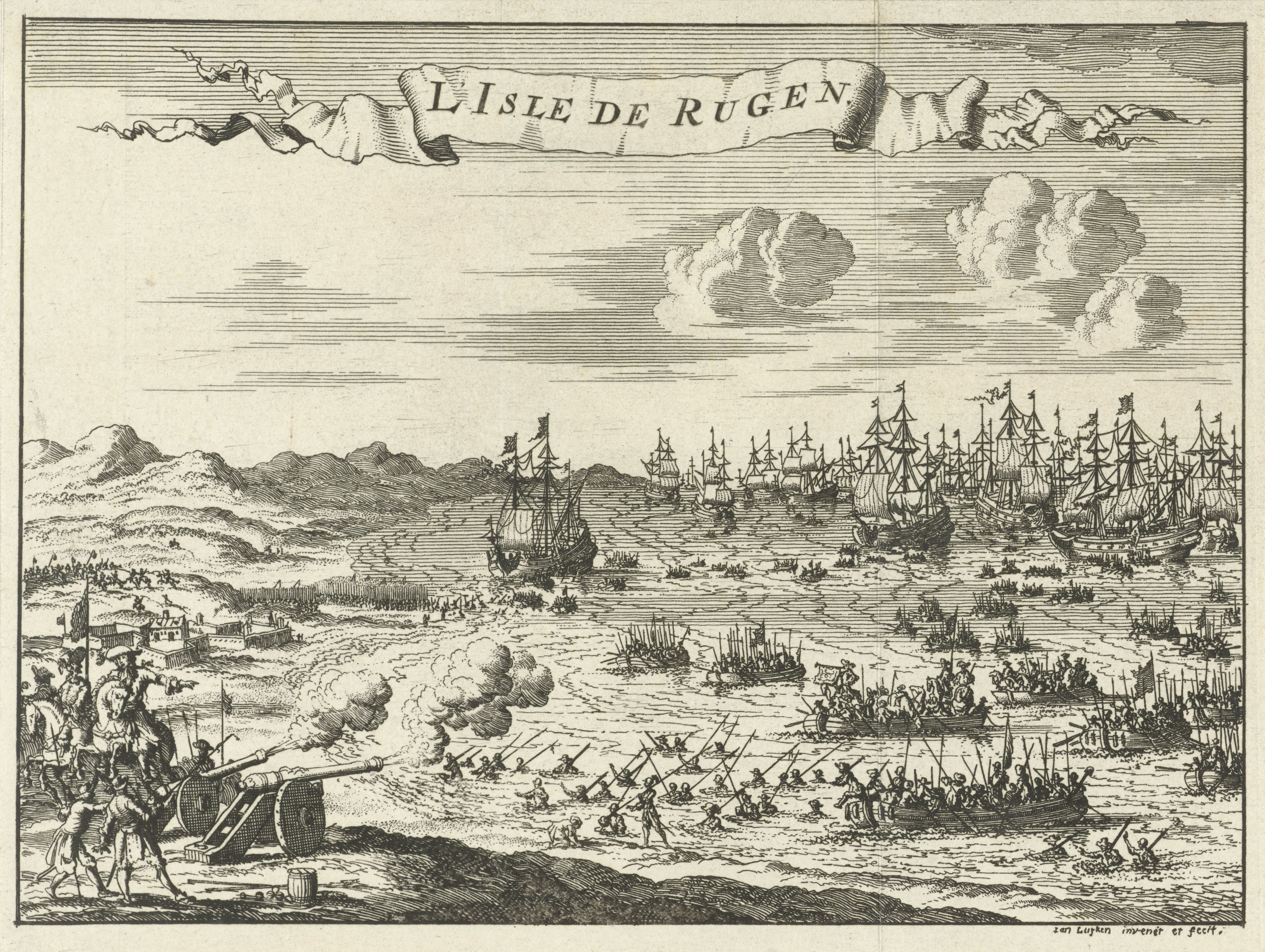
Invasion von Rügen durch Brandenburg-Preußen bei Neukamp, 1678, von Jan Luiken, Radierung

### Rügen als Teil Pommerns

Karte des Eilhardus Lubinus von 1608

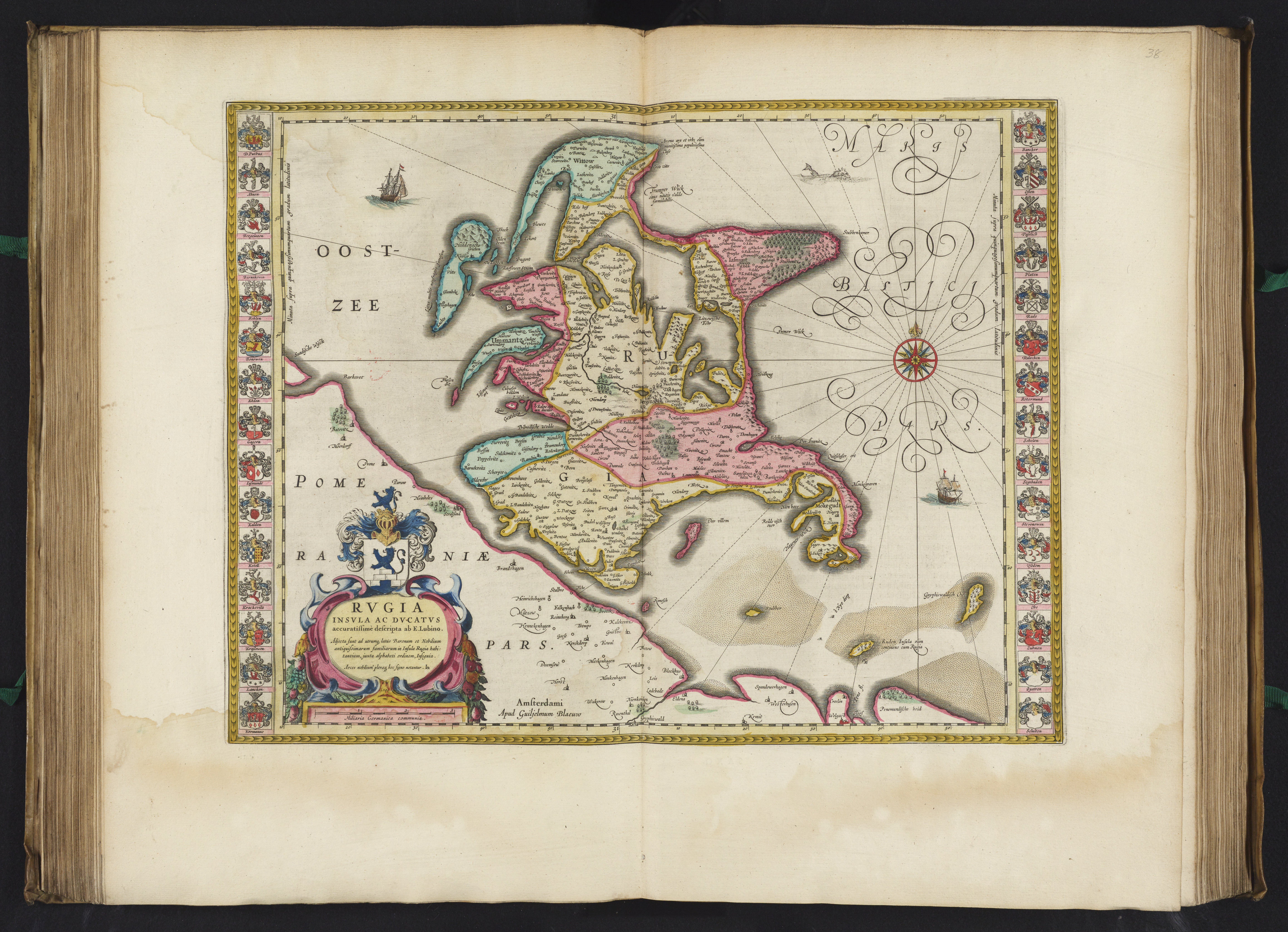
Karte von Blaeu 1665

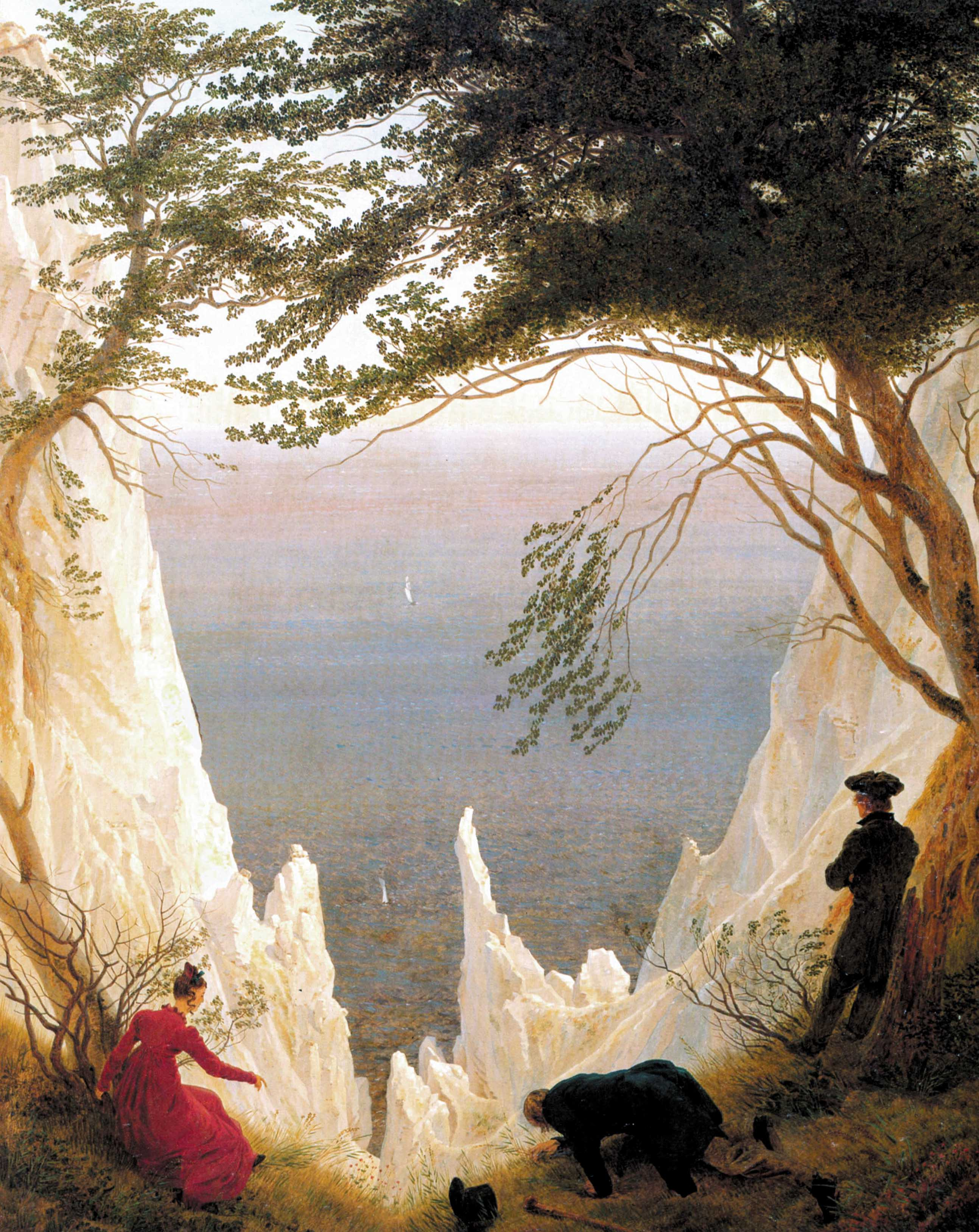
Caspar David Friedrich: Kreidefelsen auf Rügen, ca. 1818

Der Landkreis Rügen bestand von 1818 bis zur Kreisgebietsreform 2011 (ehemaliges Wappen)

Nach dem Tod des letzten Slawenfürsten Wizlaw III. 1325 kam das Land infolge der 1321 geschlossenen Erbverbrüderung an Pommern-Wolgast und war von 1368/72 bis 1451 Teil des Besitztums einer abgezweigten Linie (Barth). Verbunden mit gleichzeitigen dänischen Thronstreitigkeiten kam es zu den beiden Rügischen Erbfolgekriegen. Nach deren Abschluss kam das vormalige Fürstentum 1354 an Pommern-Wolgast und wurde damit Teil des Heiligen Römischen Reichs. Schließlich wurde Pommern-Wolgast 1478 mit Pommern-Stettin vereinigt.
Mit diesem Land kam es dann 1648 durch den Westfälischen Frieden an Schweden (→ Schwedisch-Pommern). In Auseinandersetzungen mit Brandenburg wurde Rügen mehrfach kurzzeitig den Schweden entrissen: 1678 eroberte ein brandenburgisch-dänisches Heer im Verlauf des Schwedisch-Brandenburgischen Krieges die Insel (→ Invasion Rügens (1678)), die nach dem Frieden von Saint-Germain im Folgejahr jedoch wieder in schwedischen Besitz überging. Ein zweites Mal wurde Rügen 1715 während des Großen Nordischen Krieges eingenommen; in diesem Krieg fanden vor der Insel auch mehrere Seeschlachten statt (→ Seeschlacht vor Rügen (1712), Seeschlacht bei Jasmund (1715)).
Zur Zeit der Koalitionskriege wurde Rügen von 1807 bis 1813 von den Franzosen besetzt gehalten. Im Kieler Frieden vom 14. Januar 1814 ging es zunächst von Schweden an Dänemark und fiel dann durch den Wiener Kongress 1815 mit Neuvorpommern an Preußen. Seit 1818 gehörte die Insel zum Regierungsbezirk Stralsund und damit zur preußischen Provinz Pommern.
Mit der Stadtgründung von Putbus entstand bereits 1810 das erste Seebad in Pommern und auf Rügen nach dem Vorbild der Gründung von Heiligendamm in Mecklenburg 1793. Im späteren 19. Jahrhundert wurden weitere Badeorte etabliert, vor allem an der Ostküste – unter anderem Binz, Baabe, Göhren, Sassnitz und Sellin.
Im Zweiten Weltkrieg waren viele Evakuierte auf Rügen (darunter Kinderlandverschickung); ab 1945 kamen zahlreiche Flüchtlinge und Heimatvertriebene nach Rügen. Ein Teil von ihnen siedelte sich dort dauerhaft an.

### DDR
Nach dem Zweiten Weltkrieg kam Rügen zum Land Mecklenburg-Vorpommern (später nur mehr Mecklenburg genannt) und zur Deutschen Demokratischen Republik (DDR). Nach 1952 wurde die Insel Teil des Bezirkes Rostock.
Die Insel war Fokus der Aktion Rose der DDR-Regierung zur Verstaatlichung von Hotels sowie von Taxi- und Dienstleistungsunternehmen am 10. Februar 1953. Anlass soll ein Besuch von Walter Ulbricht auf der Insel Rügen gewesen sein, bei welchem er sich über die vielen privaten Hotels und Pensionen geärgert hatte. Viele der Hotelinhaber wurden unter dem Vorwand der Wirtschaftskriminalität oder Agententätigkeit für den Westen in Schnellverfahren verurteilt, daraufhin enteignet und ins Zuchthaus gesteckt. Viele der Besitzer und Kleinunternehmer wurden anschließend im Zuchthaus Bützow-Dreibergen inhaftiert. Die enteigneten Hotels und Pensionen sollten offiziell dem Freien Deutschen Gewerkschaftsbund (FDGB) überschrieben werden. Tatsächlich wurden zunächst Unterkünfte für die Kasernierte Volkspolizei (KVP) geschaffen. Durch die Enteignung der Hotelbetriebe brach der Fremdenverkehr auf Rügen 1953 vorübergehend fast völlig zusammen.
In den folgenden beinahe vier Jahrzehnten war die Insel eines der wichtigsten Urlaubsgebiete der DDR. Bei den Unterkünften für die Touristen gewann der FDGB tatsächlich eine beherrschende Stellung. 1963 stellten der FDGB-Feriendienst 7519 Plätze, das Deutsche Reisebüro 2906 Plätze und Betriebe und Organisationen 5025 Plätze zur Verfügung. Hinzu kamen 12.245 Plätze in Kinderferienlagern und weitere 20.800 Plätze für Campingurlauber. Die Zeltplätze befanden sich überwiegend in Strandnähe. Neue Übernachtungskapazitäten wurden in größerem Umfang erst in den 1970er und 1980er Jahren geschaffen.
Nach einer Erhebung von 1976 hatte Rügen 384 Ortschaften. In den 271 Orten mit weniger als 100 Einwohnern lebten 13,7 % der Gesamtbevölkerung der Insel. 71 Orte hatten eine Bevölkerung zwischen 100 und 250 Einwohnern, 17 Orte eine zwischen 250 und 500 Einwohnern.

### Vereinigtes Deutschland
Rügen wurde im Jahr 1990 Bestandteil des Landes Mecklenburg-Vorpommern und bildete zusammen mit den Nachbarinseln Hiddensee und Ummanz den Landkreis Rügen. Seit der Kreisgebietsreform Mecklenburg-Vorpommern 2011 gehört Rügen zum Landkreis Vorpommern-Rügen.

## Tourismus

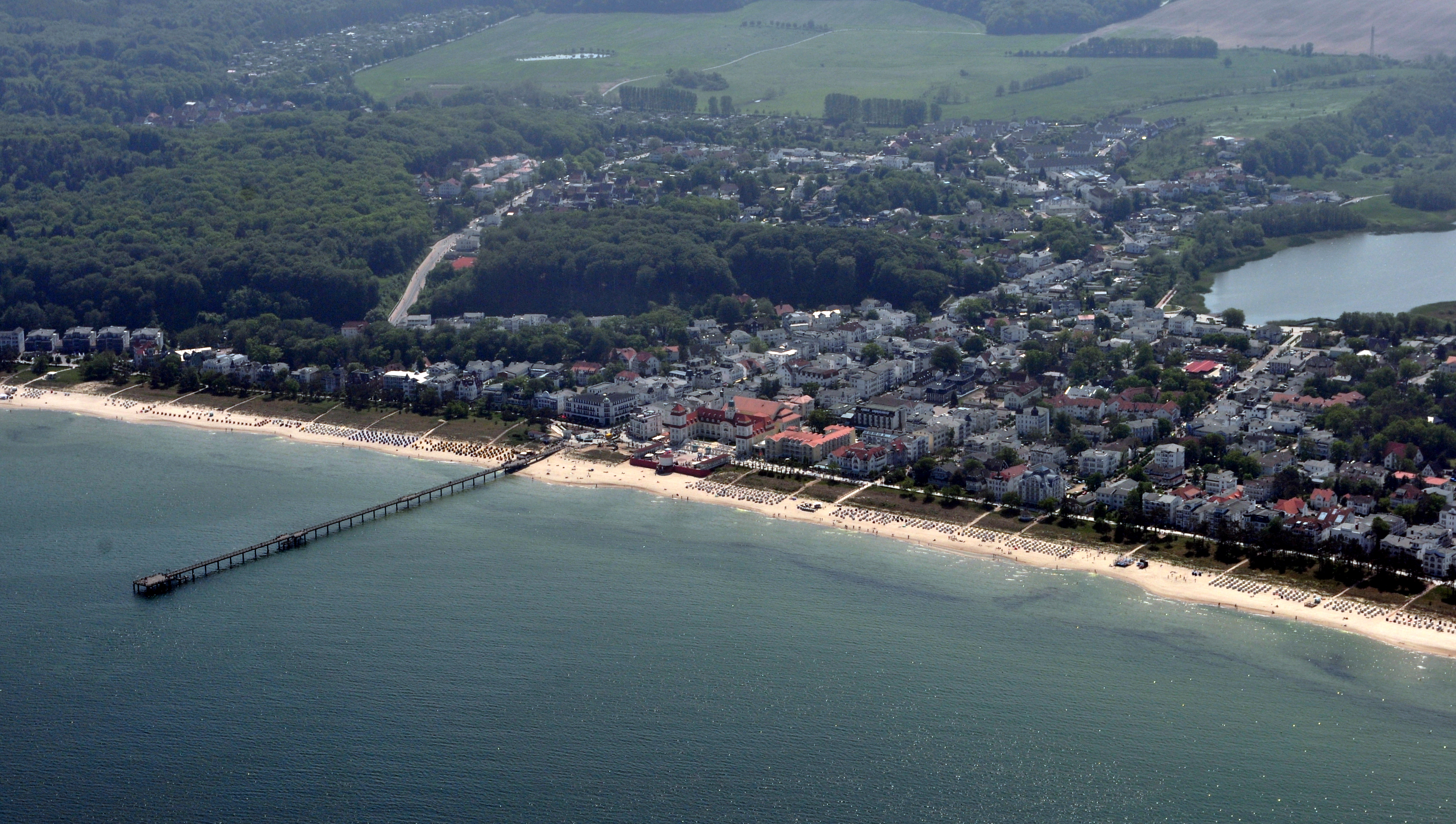
Luftbild von Binz, Zentrum des Rügentourismus

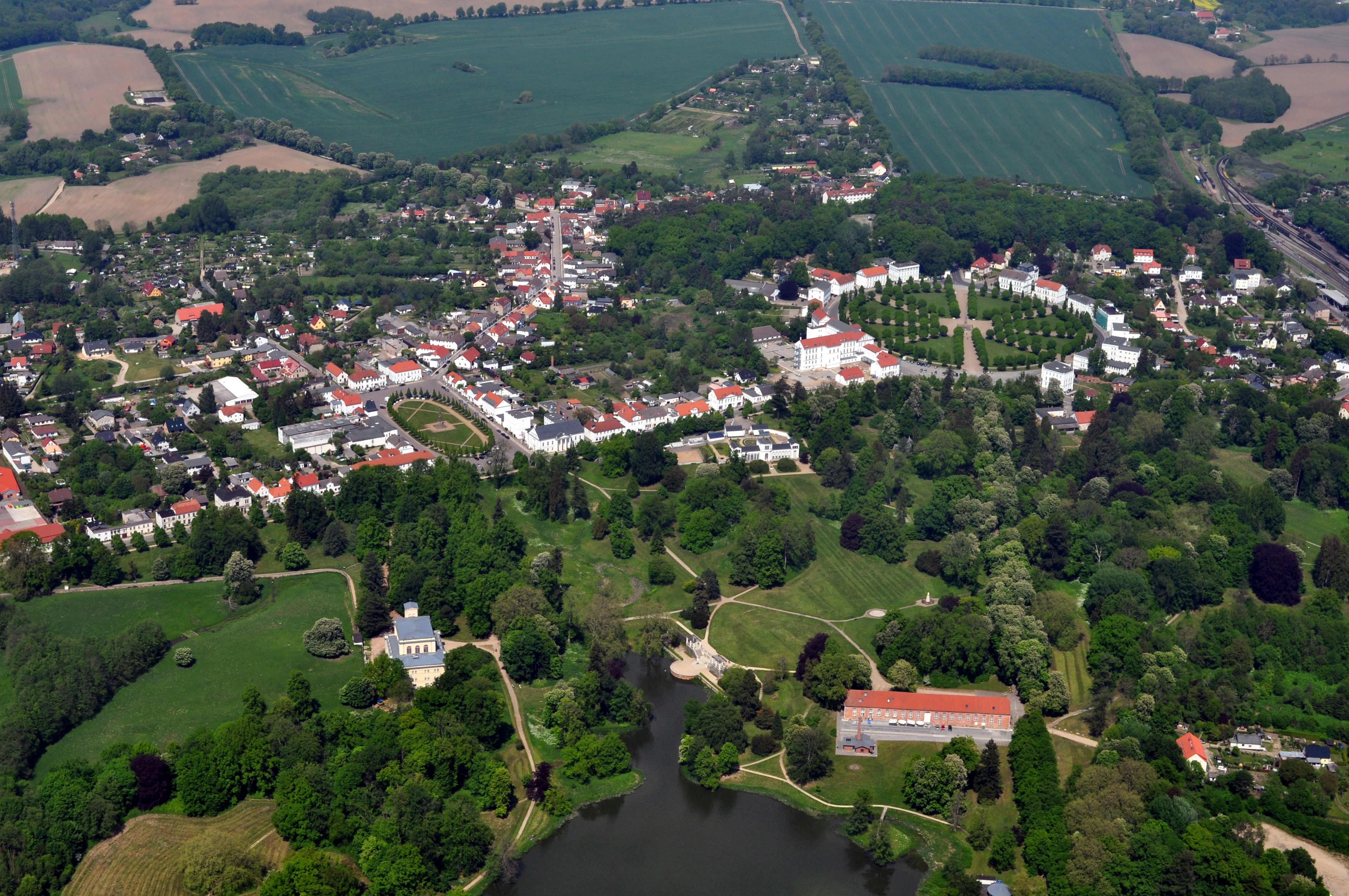
Putbus mit seiner beispielhaften Stadtanlage des Klassizismus, ab 1810 durch Fürst Wilhelm Malte I. beauftragt

Rügen ist eine der touristischen Hochburgen Deutschlands. Die Insel verzeichnet etwa ein Viertel aller Übernachtungen in Mecklenburg-Vorpommern. Im Jahr 2014 war die Insel mit 5,89 Millionen Übernachtungen die beliebteste deutsche Urlaubsinsel.
Die meisten Gäste besuchen Rügen zwischen April und Oktober; die Hauptsaison liegt zwischen Juni und August, jedoch wird auch die ruhige Atmosphäre des Winters geschätzt. Die wichtigsten Ferienorte für den Bade- und Kurtourismus sind Binz, Sellin und Göhren sowie Sassnitz als staatlich anerkannter Erholungsort. Rügens einzigartige Natur- und Kulturlandschaft zieht Touristen an, die die Insel mit dem Fahrrad, zu Fuß oder mit dem Segelboot erkunden. Neben den klassischen Sehenswürdigkeiten wie Kap Arkona, den Kreidefelsen, Prora, Jagdschloss Granitz oder den klassizistischen Bauwerken von Putbus erfreuen sich seit einigen Jahren die Störtebeker-Festspiele von Ralswiek großer Beliebtheit. Zudem gibt es in Stralsund das Ozeaneum und ein Meeresmuseum.
Auf der Halbinsel Jasmund befindet sich der Nationalpark Jasmund, der den Buchenwald der Stubnitz samt den berühmten Rügener Kreidefelsen umfasst. Direkt am Königsstuhl befindet sich das Nationalpark-Zentrum Königsstuhl, das in einer Ausstellung mit Multivisionskino Informationen über den Nationalpark bietet.
Die Kreide ist ein wichtiges Tourismus- und Exportgut für Rügen. Im Wellness-Bereich gehen etwa 70 % der Arrangements auf Angebote mit Kreide zurück. Außerdem findet Kreide in zahlreichen exportierten Wellness-Produkten Anwendung. Wegen der großen wirtschaftlichen Bedeutung wird sie als das Weiße Gold von Rügen bezeichnet.
Teile der Küsten im Westen Rügens sowie die anliegenden Bodden gehören zum Nationalpark Vorpommersche Boddenlandschaft, dessen Schwerpunkt die Halbinseln Darß und Zingst sowie die Insel Hiddensee bilden.
Auf Rügen beginnt die 2900 Kilometer lange Deutsche Alleenstraße.
Von Ende August bis Anfang Oktober machen bis zu 50.000 Kraniche auf dem Weg nach Süden Rast auf Rügen (Rügen-Bock-Region und auf der Insel Ummanz). Dies entspricht etwa 75 % der gesamten skandinavischen Vogelpopulation (mit ihren Artgenossen).

## Verkehr

### Bahn

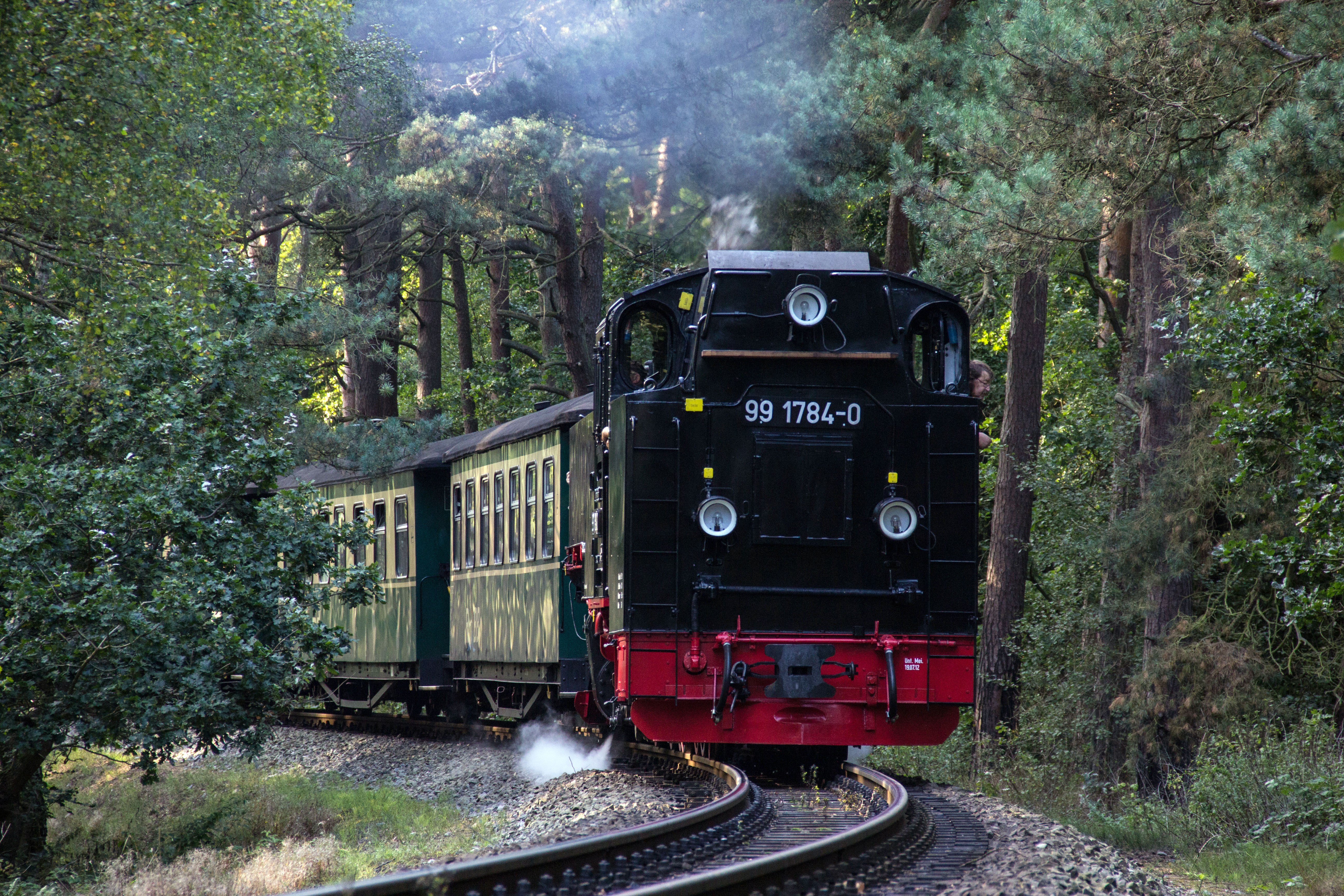
Der berühmte Rasende Roland auf Fahrt über die Insel

Das Eisenbahnstreckennetz besteht aus den elektrifizierten Normalspurstrecken der Deutschen Bahn AG Stralsund–(Rügendamm)–Bergen–Sassnitz (Kursbuchstrecke KBS 195), Lietzow–Binz (KBS 197), der mit Dieseltriebwagen befahrenen Strecke Bergen–Putbus–Lauterbach der PRESS (KBS 198) sowie den Schmalspurstrecken (750 mm) der Rügenschen Kleinbahn (Rasender Roland): Lauterbach Mole–Putbus–Binz–Sellin–Göhren (KBS 199).
Neben Regionalzügen gibt es von Binz über Bergen und Stralsund auch InterCity-Verbindungen nach Berlin, Hamburg, Frankfurt am Main, Stuttgart und ins Ruhrgebiet.

### Bus
Der Busverkehr auf Rügen wird von der Verkehrsgesellschaft Vorpommern-Rügen betrieben. Seit 1996 wurde der Busverkehr kontinuierlich ausgebaut, es wurde ein integraler Taktfahrplan für ihn entwickelt. Während des ganzen Jahres verkehren die Busse mindestens stündlich auf den Strecken Königsstuhl–Sassnitz–Binz–Göhren–Klein Zicker, Sassnitz–Binz–Bergen, Schaprode–Bergen, Bergen/Sassnitz–Altenkirchen–Wiek–Dranske und Altenkirchen–Putgarten bei Kap Arkona. Zwischen den Seebädern Binz und Göhren verkehren die Busse im Sommerhalbjahr morgens und nachmittags alle 15 Minuten, Abends bis Mitternacht. Am Großbahnhof Binz und in Bergen, aber auch an anderen Stationen, ist der Busverkehr mit dem Bahnverkehr verknüpft.

### Autoverkehr

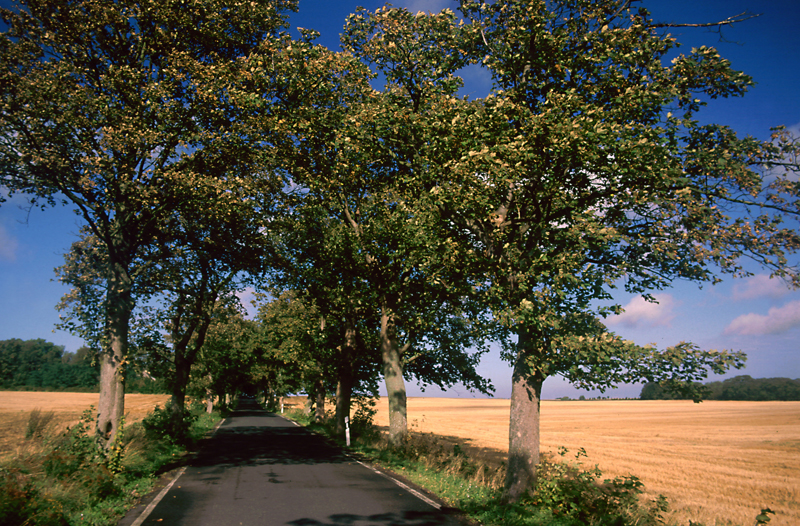
Typische Alleenstraße auf Rügen

Der Individualverkehr vom Festland auf die Insel Rügen wurde bis Oktober 2007 hauptsächlich über den zweispurigen Rügendamm abgewickelt, der zwischen Stralsund und Altefähr über den Strelasund führt.
Für eine zweite Strelasundquerung, die Rügenbrücke, wurde am 31. August 2004 der Grundstein gelegt. Diese parallel zum Rügendamm verlaufende Brücke hat eine Länge von rund 4,1 Kilometer und eine Durchfahrtshöhe für die Schifffahrt von 42 m und wurde am 20. Oktober 2007 eröffnet. Um die Stadt Stralsund zu entlasten, wurde in den letzten Jahren eine Umgehungsstraße aus südwestlicher Richtung gebaut. Die Bundesstraße 96 zwischen Stralsund und Greifswald ist außerdem über einen Zubringer mit der Bundesautobahn 20 verbunden. Die B 96 führt von Stralsund über Bergen bis nach Sassnitz. Hier wird seit 2012 eine neue Streckenführung mit Ortsumgehungen umgesetzt (B 96N), der erste Abschnitt Altefähr–Samtens wurde 2014 fertiggestellt.
Autofrei hingegen sind zum Schutz der Landschaft die wichtigen Attraktionen Kap Arkona, der Königsstuhl und das Gebiet um das Jagdschloss Granitz, aber auch die vor Rügens Westküste gelegene Insel Hiddensee. Alle diese Ziele können mit öffentlichen Verkehrsmitteln oder Fahrzeugen ohne Verbrennungsmotor erreicht werden.

### Fahrrad
Nach Analysen des ADFC zählt Rügen / Hiddensee zu den meistbesuchten Fahrradregionen Deutschlands. Der Ostseeküsten-Radweg, welcher über die Insel Rügen führt, gilt als einer der meistfrequentierten Radfernwege Deutschlands (Stand 2023). Daneben existiert der Radfernweg Hamburg–Rügen. Nach Erhebungen des Tourismusverbands Rügen reist jeder fünfte Tourist auf die Insel, um einen Fahrradurlaub zu machen. Während der Saison besteht auf einigen Strecken die Möglichkeit, Fahrräder in den Bussen mitzunehmen. In den Eisenbahnen ist dies grundsätzlich möglich.
Das Radwegenetz der Insel ist jedoch lückenhaft. Die vorhandenen Netzabschnitte weisen unterschiedliche Ausbauzustände aus. Asphaltierte Radwege sind insbesondere parallel zu Bundes- und Landesstraßen vorhanden. Die Oberflächen naturnaher Streckenführungen bestehen oft aus wenig radfahrgeeigneten Betonplatten, Pflastersteinen oder Schotter bis hin zu Sand und Morast. Asphaltierte Radwege weisen stellenweise einen unzureichenden Erhaltungszustand auf. Eine qualitativ höherwertige Radwegeinfrastruktur (Asphaltdecke, vom MIV unabhängige Trasse, Beschilderung) besteht insbesondere auf den nachfolgend aufgelisteten Streckenabschnitten.
| Teilregion         | Teilregion         | Von                                          | Bis                                          | Länge   |
| Kerninsel          | Ost                | B 196, Ortsausgang Bergen                    | B 196, Ortseingang Zirkow                    | 7,0 km  |
| Kerninsel          | Ost                | Kreisverkehr B 196 / L 29, Serams            | B 196, Kreisverkehr Sellin-Ost / Ostbahnstr. | 8,0 km  |
| Kerninsel          | Ost                | L 29, Ortsausgang Binz, Proraer Allee        | L 29, Ortseingang Neu Mukran                 | 8,3 km  |
| Kerninsel          | Süd                | L 296, Ortsausgang Samtens                   | L 296, Ortseingang Stralsund, Rügendamm      | 14,0 km |
| Kerninsel          | Süd                | L 30, Ortsausgang Garz                       | L 30, Glewitzer Fähre                        | 9,6 km  |
| Kerninsel          | Süd                | L 29, Stadtzentrum Putbus                    | L 29, Kasnevitz, Abzw. Waldsiedlung          | 3,7 km  |
| Kerninsel          | West               | L 302, Trent, Abzw. Zubzow                   | L 302, Ortseingang Schaprode                 | 2,5 km  |
| Kerninsel          | West               | L 30, Trent, Abzw. nach Tribkevitz / Libnitz | L 30, Vaschvitz, Anleger Wittower Fähre      | 4,0 km  |
| Halbinsel Jasmund  | Halbinsel Jasmund  | Sassnitzer Chaussee, Ortsausgang Bergen      | B 96, Ortseingang Sagard                     | 14,0 km |
| Halbinsel Jasmund  | Halbinsel Jasmund  | B 96 Lietzow - Sagard, Abzw. Neu Mukran      | Kreuzung B 96b / L 29, Sassnitz Fährhafen    | 3,5 km  |
| Halbinsel Jasmund  | Halbinsel Jasmund  | Kreuzung B 96b / L 29, Sassnitz Fährhafen    | Kreuzung L 29 / B 96, Lancken                | 3,1 km  |
| Halbinsel Jasmund  | Halbinsel Jasmund  | Kreuzung L 29 / B 96, Lancken                | B 96, Abzw. Gerhart-Hauptmann-Ring, Sassnitz | 1,6 km  |
| Landzunge Schaabe  | Landzunge Schaabe  | L 30, Ortseingang Glowe                      | L 30, Abzw. K 3, Juliusruh                   | 9,7 km  |
| Halbinsel Wittow   | Halbinsel Wittow   | L 30, Ortsausgang Juliusruh                  | L 30, Ortseingang Altenkirchen               | 1,8 km  |
| Halbinsel Wittow   | Halbinsel Wittow   | K 2, Ortsmitte Kuhle / Starrvitz             | K 2, Ortseingang Dranske                     | 3,7 km  |
| Halbinsel Mönchgut | Halbinsel Mönchgut | B 196, Kreisverkehr Sellin-Ost / Ostbahnstr. | B 196, Göhrener Chaussee, Abzw. Göhrener Weg | 4,3 km  |
| Halbinsel Mönchgut | Halbinsel Mönchgut | L 292, Ortsausgang Mittelhagen               | Thiessow, Strandstraße                       | 6,5 km  |

Nahezu sämtliche Regionen Rügens sind von gravierenden Lücken im Radwegenetz betroffen. Im Osten der Kerninsel bestehen Lücken auf den Relationen Karow – Prora (parallel zur L 293) sowie Zirkow – Serams (parallel zur B 196). Im Süden fehlen direkte Verbindungen u. a. auf den Relationen Samtens – Garz (parallel zur L 30) und Gustow – Poseritz – Garz (parallel zur L 29). Im Westen fehlt ein Radweg auf der Relation Bergen – Gingst / Trent (parallel zur L 301 / L 30). Auf der Halbinsel Jasmund bestehen keine umwegarme Radwegetrassen auf den Relationen Sassnitz – Hagen – Glowe (parallel zur L 303) sowie Sagard – Glowe (parallel zur L 30). Auf der Halbinsel Wittow zeigt sich insbesondere entlang der Relation Wittower Fähre – Wiek ein Ausbau- und Sanierungsbedarf des naturnahen Radwegs entlang des Wieker Boddens.
Der Kreistag des Landkreises Vorpommern-Rügen beabsichtigt den Ausbau des Radwegenetzes und hat zu diesem Zweck eine Prioritätenliste erstellt. Diese enthält unter anderem die Errichtung straßenbegleitender Radwege auf den Relationen Karow – Prora, Zirkow – Serams, Samtens – Garz sowie Silenz – Trent (Stand 2022). Ein flächendeckendes Radwegenetz im Landkreis wird zwar als sinnvoll erachtet, kann nach Ansicht des Kreistages wegen knapper finanzieller und planerischer Ressourcen kurz- und mittelfristig nicht realisiert werden. Der weitere Ausbau konzentriert sich daher auf besonders frequentierte Abschnitte, die nicht nur touristisch, sondern auch im Alltagsverkehr genutzt werden. Im Jahr 2022 wurde ein Neubau von 2 km Radweg pro Jahr angestrebt. Im Jahr 2023 beschloss der Kreistag, Fördermöglichkeiten zu prüfen, um die jährliche Bauleistung im Bereich der Radwegeinfrastruktur zu verzehnfachen.

### Schiff

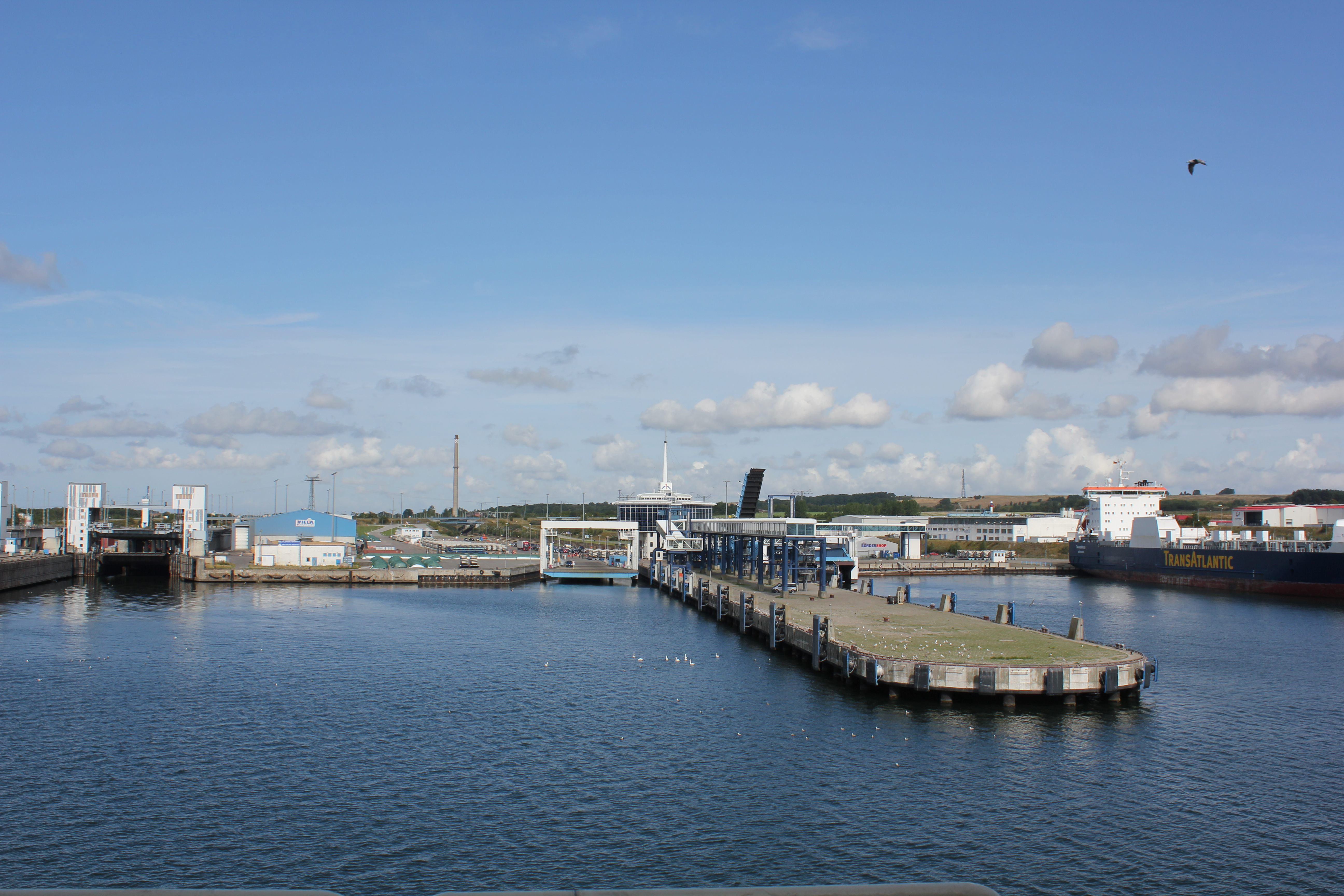
Fährhafen Sassnitz

Zwischen der Halbinsel Zudar im Südosten von Rügen und Stahlbrode auf dem Festland (auf halbem Wege zwischen Stralsund und Greifswald) verkehren zwei Autofähren der Weißen Flotte im halbstündlichen Wechsel. Sie wird als staufreie Alternative zur Strelasundquerung genutzt.
Von Rügens Kernland („Muttland“) zur Halbinsel Wittow verkehrt die Wittower Fähre, eine Autofähre der Weißen Flotte, welche die Gemeinden Trent und Wiek verbindet.
Vom Fährhafen Sassnitz in Mukran gehen Fährverbindungen auf die dänische Insel Bornholm und ins schwedische Ystad. Ausflugsschiffe verkehren auch zwischen den Seebädern auf Rügen und Peenemünde und den Seebädern mit Seebrücken auf der Nachbarinsel Usedom; dort besteht Anschluss an die Usedomer Bäderbahn (UBB).
Die ebenfalls zum Landkreis Vorpommern-Rügen gehörende Insel Hiddensee ist vom Fährhafen Schaprode aus im Linienverkehr mit Rügen verbunden, der zunehmend in den integralen Taktfahrplan auf der Insel Rügen eingebunden wird. Des Weiteren verkehren Schiffe im Linienverkehr von Stralsund sowie von Wiek und Breege aus nach Hiddensee. Im Ausflugsverkehr gibt es Schiffsverbindungen von Lauterbach nach Gager sowie zwischen Sassnitz, Binz, Sellin und Göhren, hinzu kommen Rundfahrten vor allem von Sassnitz aber auch von Lohme zum Königsstuhl.

### Luftverkehr

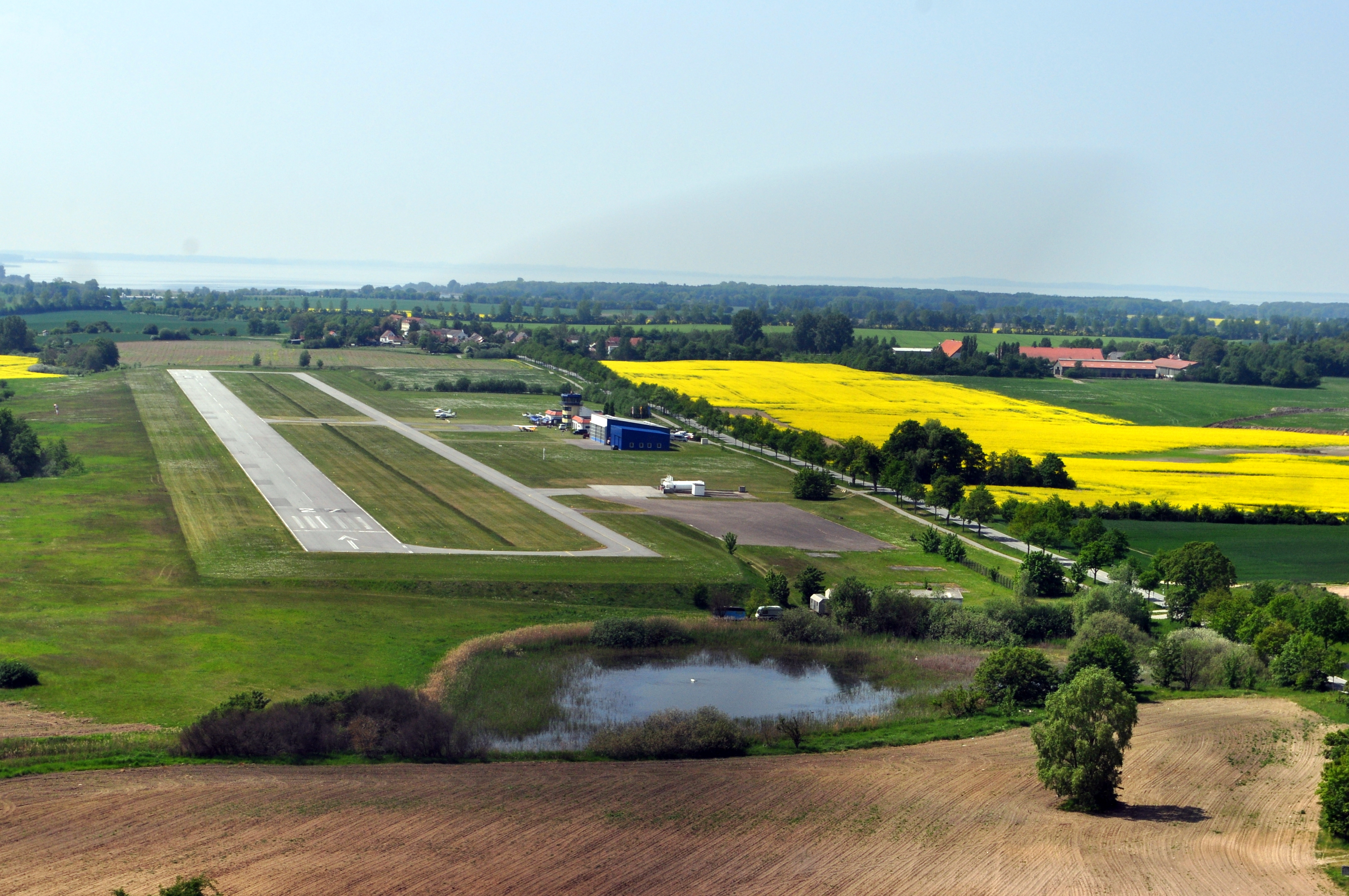
Landebahn am Flugplatz Rügen bei Bergen

Der Flugplatz Rügen liegt etwa acht Kilometer von Bergen entfernt in Güttin. Nach der Wende wurden auf dem ehemaligen Agrarflugplatz erstmals Rundflüge über die Insel angeboten. Im Mai 1993 wurde die erste Start- und Landebahn mit Asphaltdecke eingeweiht. Seitdem werden auch Charter-Flüge nach Berlin, Hamburg und in andere europäische Städte angeboten. Einen Linienflugplan wie bei den Flughäfen von Sylt und Usedom gibt es bislang jedoch nicht.
Am Flughafen Barth und am Usedomer Flughafen werden ebenfalls Flüge in die Region Vorpommern angeboten. Für weitere internationale Verbindungen steht der größere Flughafen Rostock-Laage zur Verfügung.

## Kultur

### Theater
In Putbus hat das Theater Vorpommern eine Spielstätte im Stadttheater. Während der Sommermonate finden in Ralswiek die Störtebeker-Festspiele statt, Deutschlands erfolgreichste Freilichttheaterreihe. Weiterhin gibt es das Nationalpark-Theater, eine Freilichtbühne am Königsstuhl. Zudem dienen die Konzertmuscheln in den Seebädern, verschiedenste Schlösser, Scheunen, Katen, Kirchen und andere Orte saisonal als Theater- und Konzertstätten, etwa für die Festspiele Mecklenburg-Vorpommern.

### Rügen in der Literatur
Im September 1884 reiste Theodor Fontane nach Rügen. Seine Eindrücke fanden Eingang in den Roman Effi Briest, in dem Fontane Natur, Ortsnamen und Sehenswürdigkeiten literarisch verarbeitet. Major von Crampas, der mit Effi Briest die für sie so folgenschwere Liebschaft beginnt, trägt den Namen des ehemaligen Bauern- und Fischerdörfchens Crampas, das zusammen mit dem Fischerdorf Saßnitz 1906 zur Gemeinde Saßnitz zusammengeführt wurde. Ebenso fand der Herthasee Eingang in den Roman.
Weitere literarische Besucher und Beschreiber der Insel waren Ludwig Gotthard Kosegarten, Wilhelm von Humboldt, Gerhart Hauptmann, Thomas Mann, Albert Einstein, Sigmund Freud, Joachim Ringelnatz, Hans Fallada, Günter Grass, F. C. Delius, Christoph Hein, Elizabeth von Arnim, Christopher Isherwood und Philipp Galen.

### Rügen in Film und Fernsehen
Rügen ist regelmäßig Gegenstand von Film- und Fernsehproduktionen. Bereits 1960 wurden Teile des DEFA-Kinderfilms Hatifa bei Glowe und Lauterbach gedreht. Die von 1993 bis 1997 ausgestrahlte Fernsehserie Ein Bayer auf Rügen sorgte vor allem im Westteil der 1990 wiedervereinigten Bundesrepublik für eine stetig steigende Popularität der Insel. Ebenso spielt die 2001 bis 2009 produzierte Serie Hallo Robbie! mit der Seelöwin Robbie auf Rügen, Drehorte waren u. a. Binz, Sassnitz, Gut Boldevitz und Südrügen. Auch die aufwändige Filmproduktion Die Jagd nach dem Schatz der Nibelungen von 2008 spielt auf der Insel, so sind die Kreidefelsen im Nationalpark Jasmund zentraler Bestandteil der Handlung.
Rügen war Schauplatz diverser weiterer Produktionen, darunter Insel des Lichts, Die Stille nach dem Schuss, Hiev up, Tambari, Reine Formsache, Niemand ist eine Insel, Wunderkinder und Die Gustloff.

### Veranstaltungen
Rügenbrückenlauf
Der Rügenbrückenlauf ist eine der bekanntesten Marathonstrecken Deutschlands und führt über den Süden von Rügen bis nach Stralsund.
Sandskulpturenfestival
Seit 2010 werden jährlich auf 5600 m² überdachter Fläche von internationalen Künstlern Sandskulpturen geschaffen, die etwa acht Monate als Ausstellung erhalten bleiben.

## Persönlichkeiten

### Bedeutende Rügener
- Ernst Moritz Arndt (1769–1860), Schriftsteller und Abgeordneter
- Wilhelm Malte I. Fürst zu Putbus (1783–1854), unter seiner Herrschaft umfangreiche Bautätigkeit (Klassizismus)
- Arnold Ruge (1802–1880), Schriftsteller
- Theodor Billroth (1829–1894), einer der bedeutendsten Chirurgen des 19. Jahrhunderts
- Berthold Delbrück (1842–1922), Sprachwissenschaftler
- Hans Delbrück (1848–1929), Historiker und Politiker
- Franziska Tiburtius (1843–1927), Ärztin und Kämpferin für das Frauenstudium
- Hans Langsdorff (1894–1939), Marineoffizier und Kapitän des Panzerschiffs Admiral Graf Spee
- Ulrich Müther (1934–2007), Architekt, Bauingenieur, Bauunternehmer
- Matthäus von Normann (Daten unbekannt), Jurist, von 1554 bis 1556 oder 1558 Landvogt auf Rügen, Verfasser des Wendisch-Rügianischen Landgebrauchs

### Personen mit Bezug zur Insel
- Gebhard Leberecht von Blücher Fürst von Wahlstatt (1742–1819), preußischer Generalfeldmarschall, verlebte seine Jugend auf Gut Venz
- Caspar David Friedrich (1774–1840), Maler, weilte zu Besuchen von Verwandten mehrfach auf Rügen und ließ sich vor allem von den Kreidefelsen inspirieren
- Ludwig Gotthard Kosegarten (1758–1818), Theologe, Pastor, Professor und Dichter, berühmter Pastor der Pfarrkirche Altenkirchen auf Rügen
- Adalbert Kaba-Klein (1895–1962), ungarischer jüdischer Investor des Binzer Kurhauses (mit Abraham Lemo, Armin und Eugen Reichard): Stolpersteine Binz
- Maximilian Kaller (1880–1947), Bischof von Ermland in Ostpreußen, trat seine erste Pfarrstelle als Missionspfarrer der St.-Bonifatius-Kirchengemeinde auf Rügen an
- Hans-Jürgen Meyer (1915–2010), Oberleutnant der deutschen Wehrmacht, mit der Verteidigung der Insel Rügen beauftragt, verhandelte die kampflose Übergabe der Insel Rügen an die Rote Armee.
- Hans-Joachim Theil (1909–1985), Dramaturg am Volkstheater Rostock, Mitbegründer der Rügenfestspiele 1959 und des Mecklenburgischen Folklorezentrums ab 1976; war 1953–1963 Dramaturg und Vize-Intendant am Theater in Putbus
- Kurt Barthel (1914–1967), Schriftsteller, Lyriker, Dramatiker und Dramaturg; 1959–1961 und 1980–1981 wurde seine Dramatische Ballade „Klaus Störtebeker“ während der Rügenfestspiele auf der Naturbühne Ralswiek aufgeführt
- Georg Hülsse (1914–1996), deutscher Maler, Grafiker und Fotograf; war viele Jahre für die Gestaltung der Programmhefte und Plakate des Theaters Putbus zuständig
- Hanns Anselm Perten (1917–1985), Intendant am Volkstheater Rostock, Schöpfer der Rügenfestspiele 1959
- Christine van Santen (1931–1984), Schauspielerin am Volkstheater Rostock, 1959 in der Rolle der Königin Margaretha in Kurt Barthels „Klaus Störtebeker“ – Rügenfestspiele Ralswiek
- Angela Merkel (* 1954) vertrat über ihren Wahlkreis Vorpommern-Rügen – Vorpommern-Greifswald von 1990 bis 2021 u. a. die Insel Rügen im deutschen Bundestag.[32]
- Otto Spalding (1863–1945), Architekt des Binzer Kurhauses

## Filmdokumentationen
- Rügen – weiße Felsen, grüne Wälder. Deutsche TV-Dokumentation (2023) von Anja Glücklich; 45 Minuten.
- Rügen entdecken – unterwegs auf Deutschlands größter Insel. Deutsche TV-Dokumentation (2016) von Dagmar Hase; 45 Minuten.
- Wunderschön!: Rügen – Deutschlands größte Insel. Unterwegs mit Tamina Kallert. Deutsches TV-Reisemagazin (2013); 90 Minuten.